# Умершие в ноябре 2021 года
Это список известных людей, соответствующих установленным критериям значимости (см. Википедия:Критерии значимости персоналий), умерших в ноябре 2021 года.
Причина смерти указывается лишь в исключительных случаях (убийство, самоубийство, гибель в результате военных действий, смертная казнь, ДТП или несчастные случаи). В остальных случаях — не указывается.

## 30 ноября

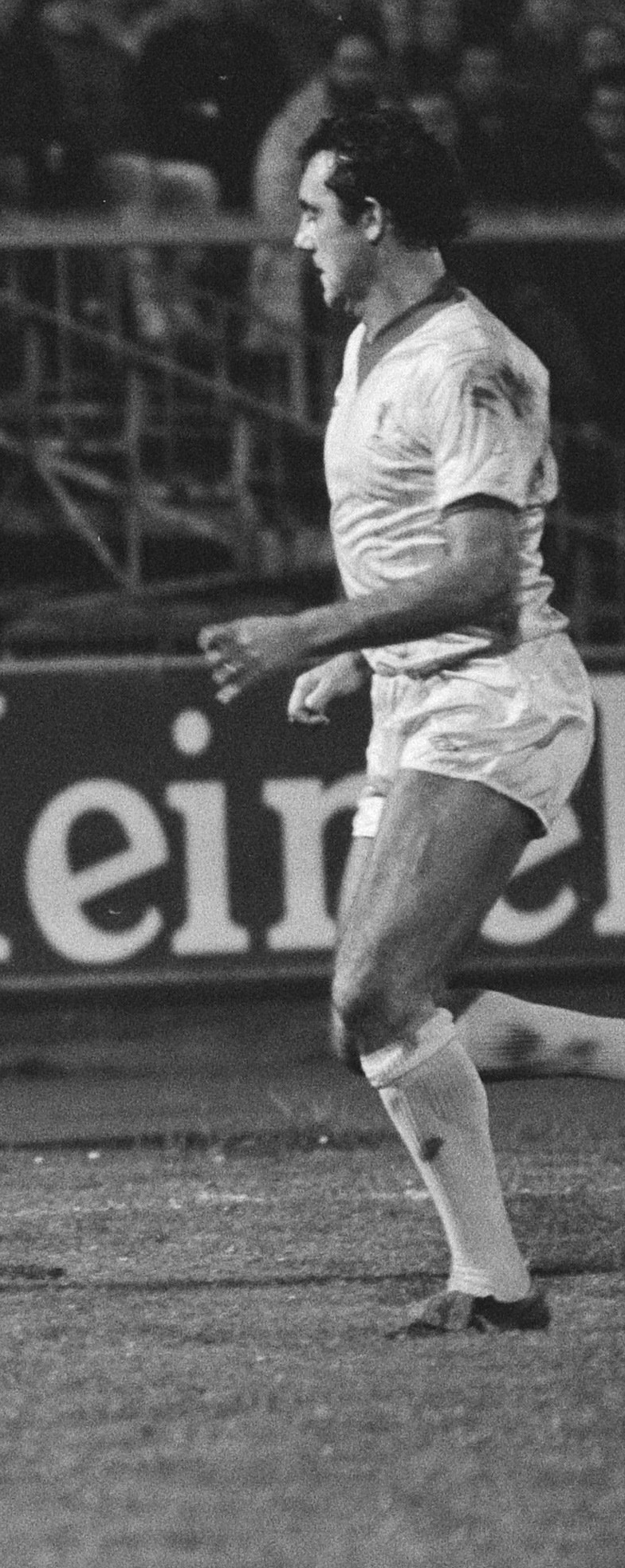
Рэй Кеннеди

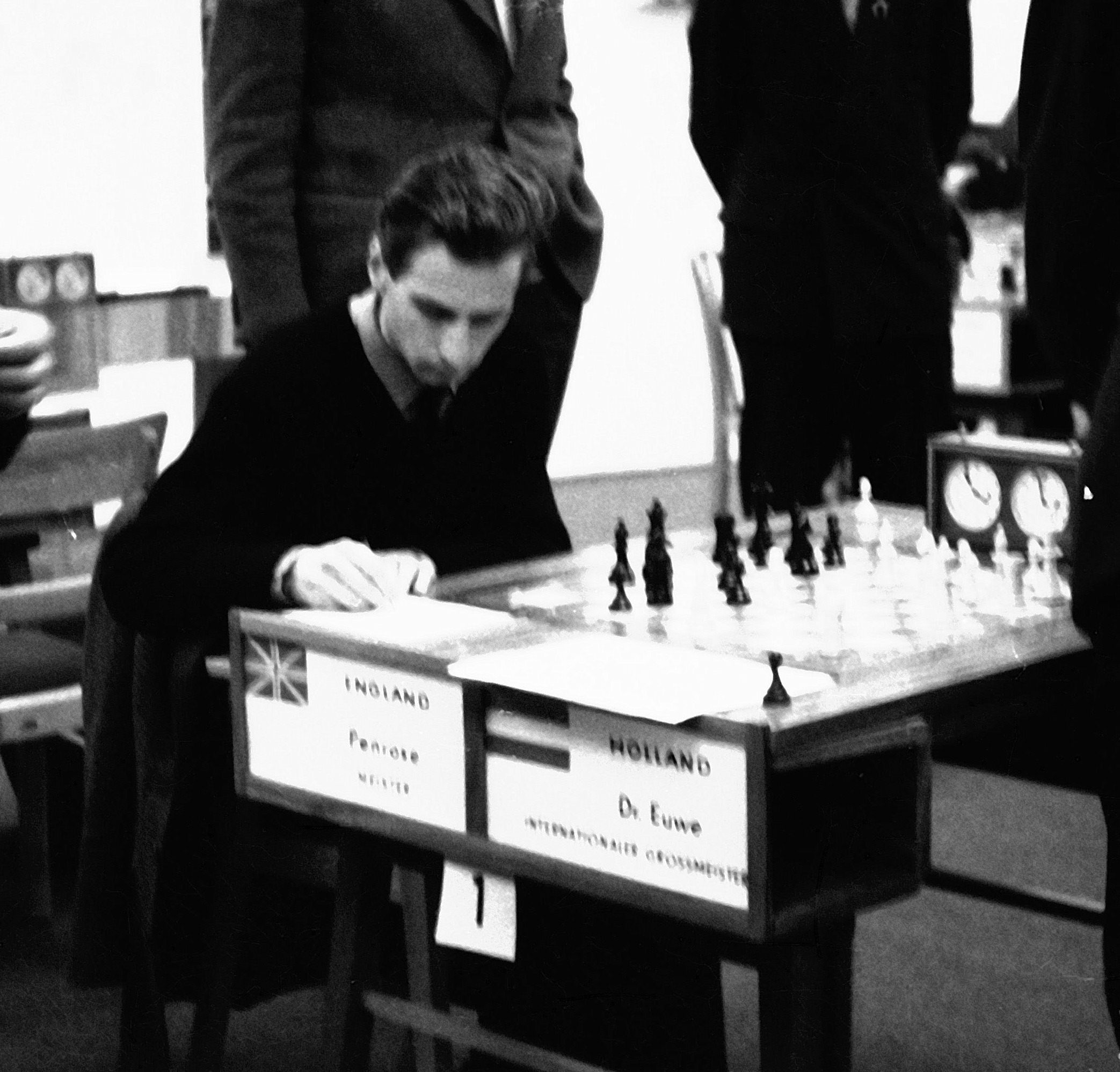
Джонатан Пенроуз

- Бле, Мари-Клэр (82) — франко-канадский прозаик, драматург, сценарист, поэт[1].
- Боигас, Ориоль (95) — испанский архитектор[2].
- Буковский, Лев[словац.] (82) — чехословацкий и словацкий математик, ректор Университета Павла Йозефа Шафарика (1991—1996)[3].
- Бурматов, Валерий Геннадьевич (73) — советский и российский актёр и режиссёр, заслуженный артист Российской Федерации (1999)[4].
- Бустаманте, Альберт[англ.] (86) — американский политический деятель, член Палаты представителей (1985—1993)[5].
- Гонсалес Гарридо, Патросинио (87) — мексиканский политик, губернатор штата Чьяпас[англ.] и секретарь внутренних дел Мексики[англ.][6].
- Дусаев, Ростислав Науфальдович (72) — директор Северного института (филиала) Российской правовой академии министерства юстиции РФ (1999—2005), заслуженный юрист РФ (2013)[7].
- Кала, Ристо[англ.] (80) — финский баскетболист, участник летних Олимпийских игр 1964 года в Токио[8].
- Кеннеди, Рэй (70) — английский футболист, игравший в национальной сборной[9].
- Комиссаров, Игорь Дисанович (92) — советский и российский химик, ректор ТСХИ / ТГСА (1981—1998), заслуженный деятель науки Российской Федерации[10].
- Крылов, Сергей Анатольевич (80) — советский и российский бард[11].
- Курей, Сирисена[англ.] (90) — шриланкийский государственный деятель, мэр Коломбо (1979—1989), министр жилищного строительства (1989—1994)[12].
- Лыткин, Никита Вахтангович (28) — серийный убийца, один из «академовских маньяков»; самоубийство[13].
- Мисла Альдарондо, Эдисон[англ.] — пуэрто-риканский политик, спикер Палаты представителей Пуэрто-Рико (1993—2000)[14].
- Навроцкий, Станислав (94) — польский почвовед, действительный член Польской академии наук (1986), иностранный член ВАСХНИЛ / РАСХН (1978—2014), иностранный член РАН (2014)[15].
- Пенроуз, Джонатан (88) — английский шахматист[16].
- Реве, Шарль[фр.] (84) — французский политический деятель, сенатор (1995—2019)[17].
- Терехов, Александр Сергеевич (86) — советский и российский учёный в области механики, ректор Курганского государственного университета (1995—2002), заслуженный деятель науки Российской Федерации[18].
- Толчиф, Марджори (95) — американская балерина[19].
- Уранкар, Йоже[англ.] (82) — югославский тяжелоатлет, участник летних Олимпийских игр 1972 года в Мюнхене (о смерти было объявлено в этот день)[20].

## 29 ноября

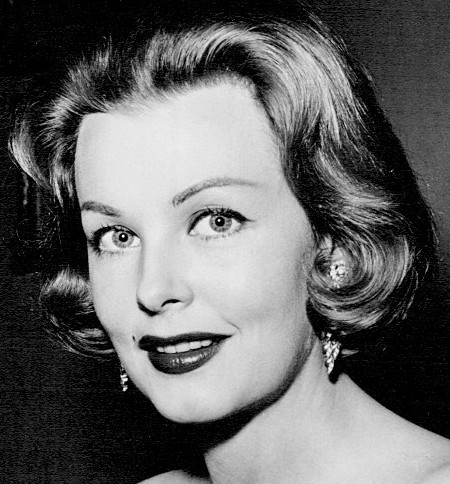
Арлин Дал

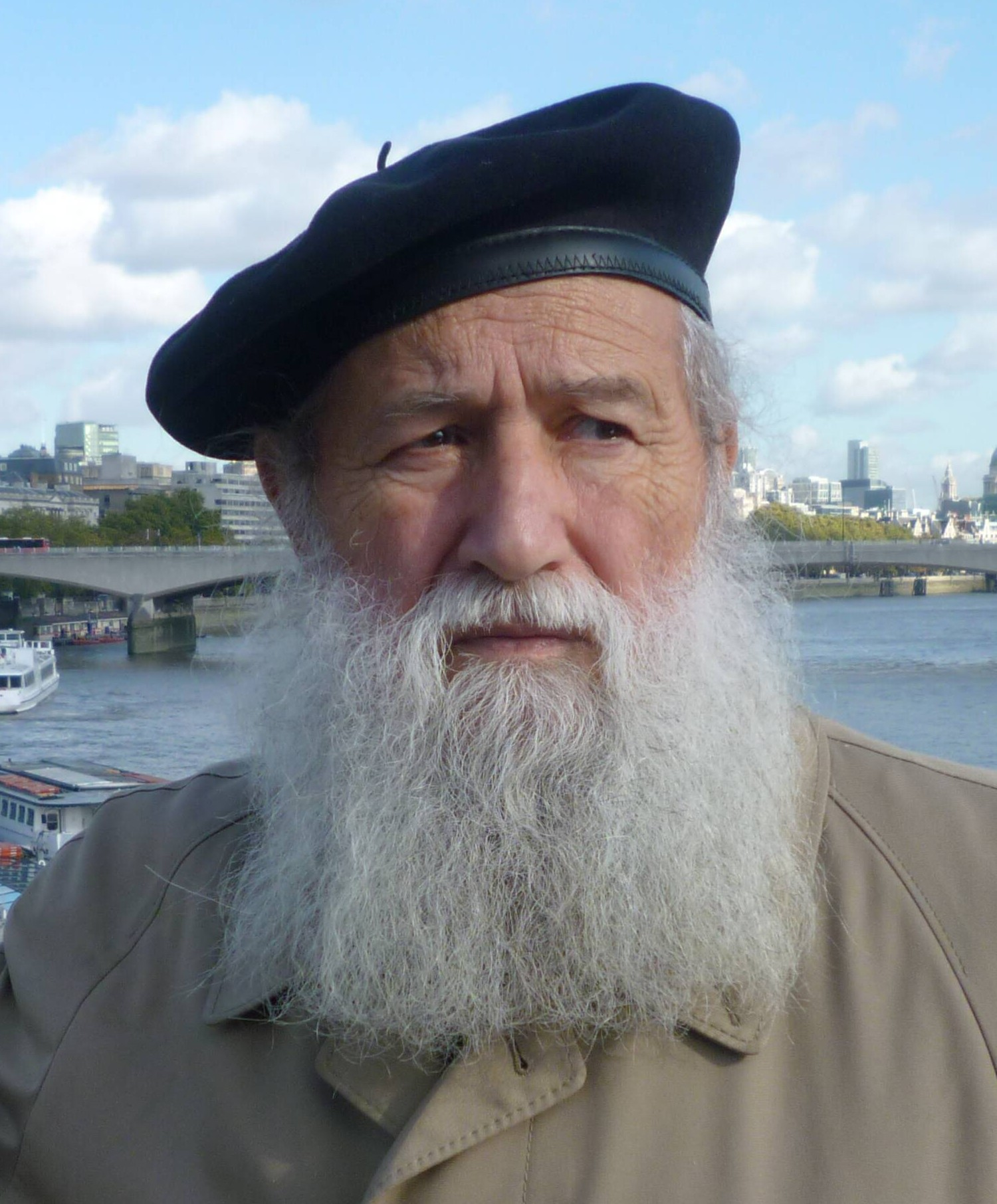
Шандор Зихерман

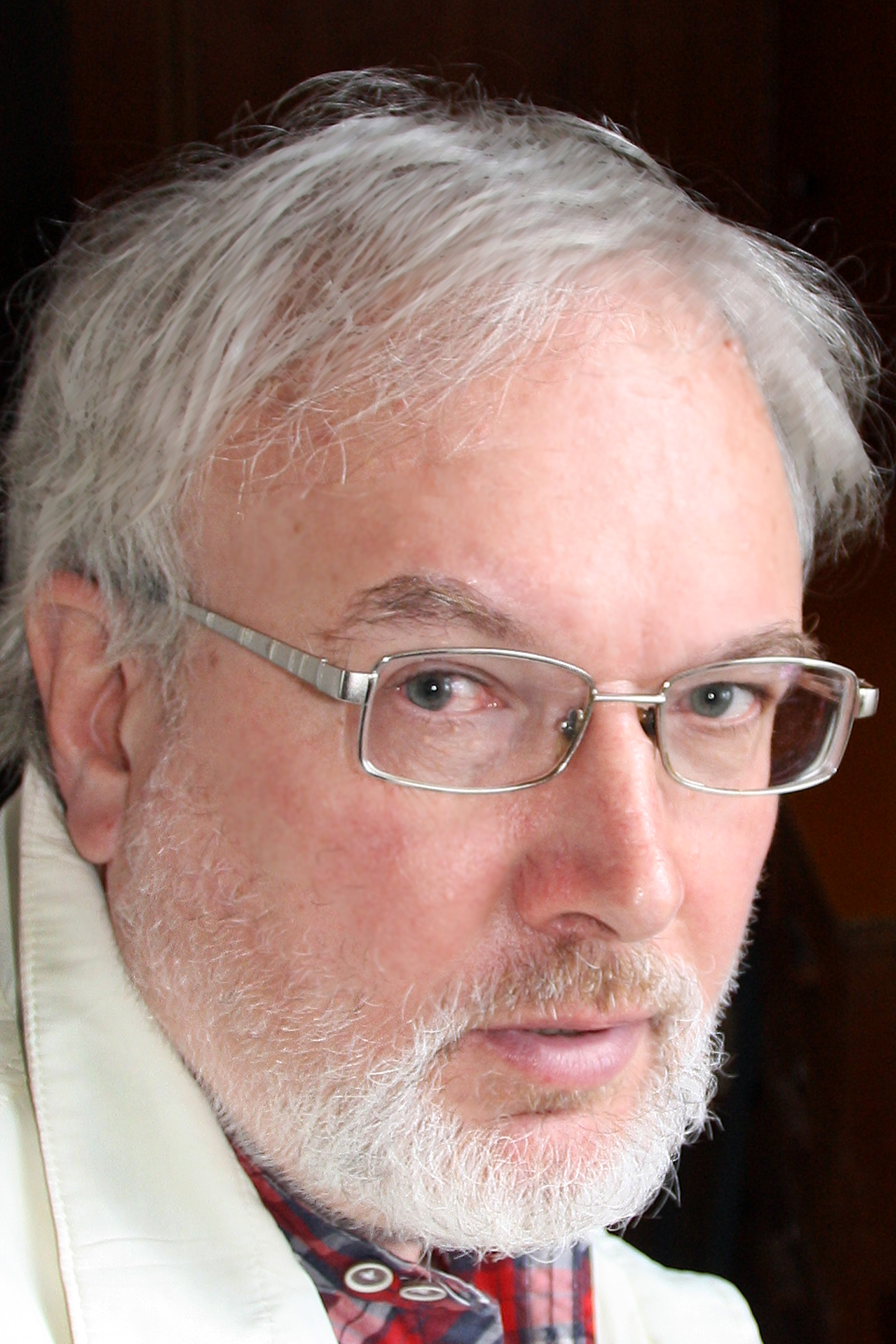
Александр Махов

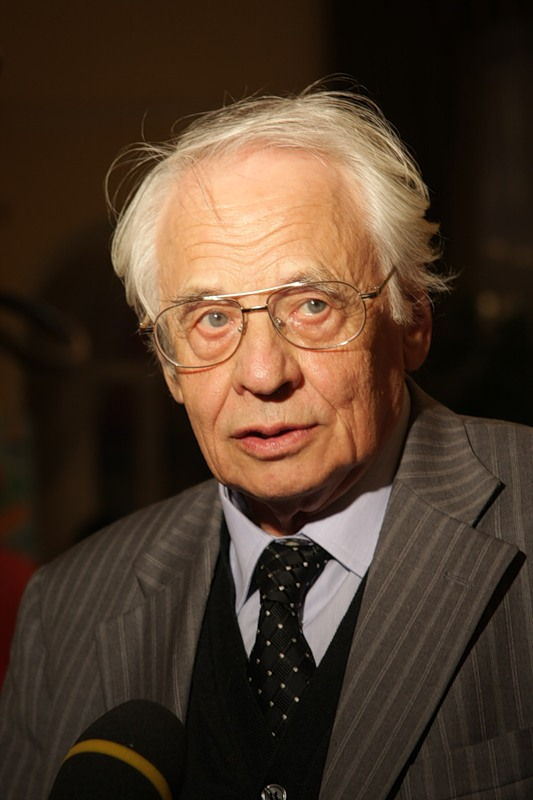
Владимир Наумов

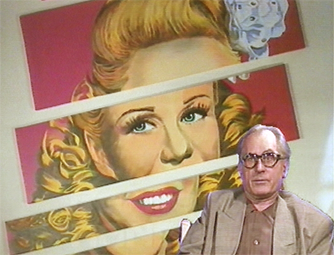
Бернар Рансельяк

- Великий, Анатолий Павлович (85) — украинский математик и кибернетик, член-корреспондент НАНУ (1997)[21].
- Галпилил, Дэвид (68) — австралийский актёр и танцор[22].
- Дал, Арлин (96) — американская актриса[23].
- Зайцев, Александр Леонидович (76) — советский и российский астроном[24].
- Зихерман, Шандор Матьяшевич (86) — советский и венгерский живописец, скульптор, график[25].
- Клодумар, Кинза Годфри (76) — президент Науру (1997—1998)[26].
- Комаев, Руслан Владимирович (74) — советский и российский конструктор космических летательных аппаратов, лауреат Государственной премии СССР (1983)[27].
- Комаров, Геннадий Фёдорович (77) — российский издатель, поэт, редактор «Пушкинского фонда»[28].
- Махов, Александр Евгеньевич (62) — советский и российский литературовед, доктор филологических наук[29].
- Наумов, Владимир Наумович (93) — советский и российский кинорежиссёр, сценарист, актёр, продюсер, педагог; народный артист СССР (1983), лауреат Государственной премии СССР (1985)[30].
- Рансельяк, Бернар (90) — французский живописец и скульптор[31].
- Хантер, Си Джей (52) — американский толкатель ядра и тренер, чемпион мира (1999)[32].
- Цукерман, Григорий Иосифович (98) — советский и российский кардиохирург, доктор медицинских наук (1966), профессор (1968), заслуженный деятель науки РСФСР (1984)[33].

## 28 ноября

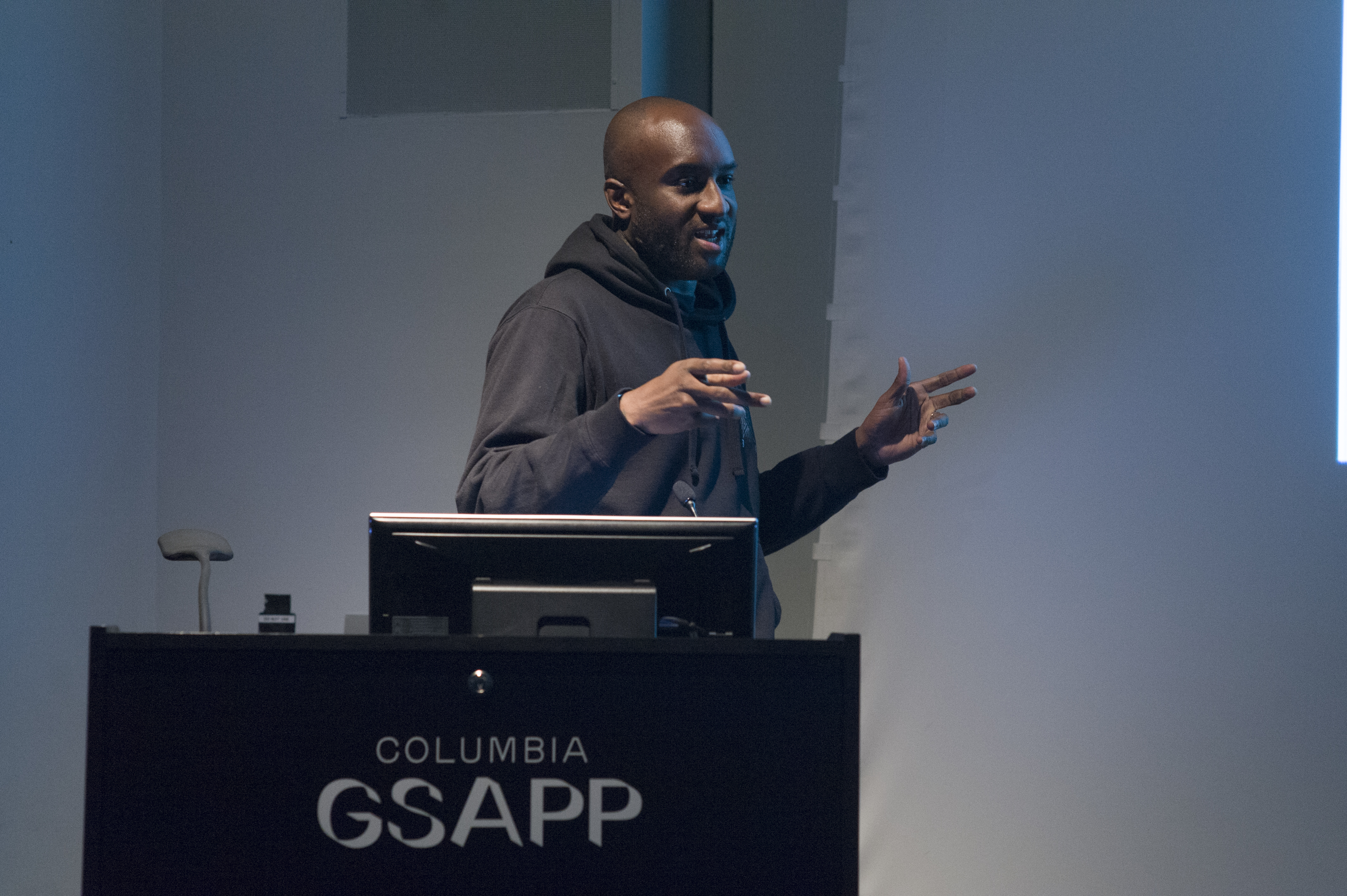
Вирджил Абло

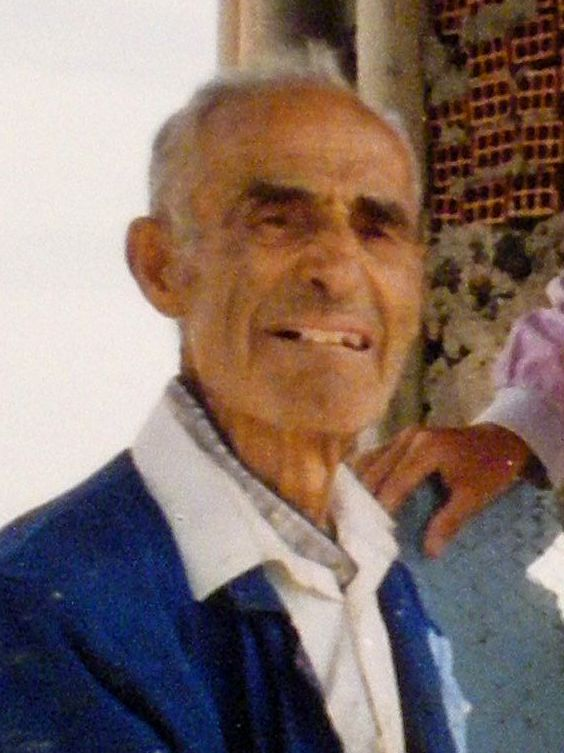
Хусто Гальего Мартинес

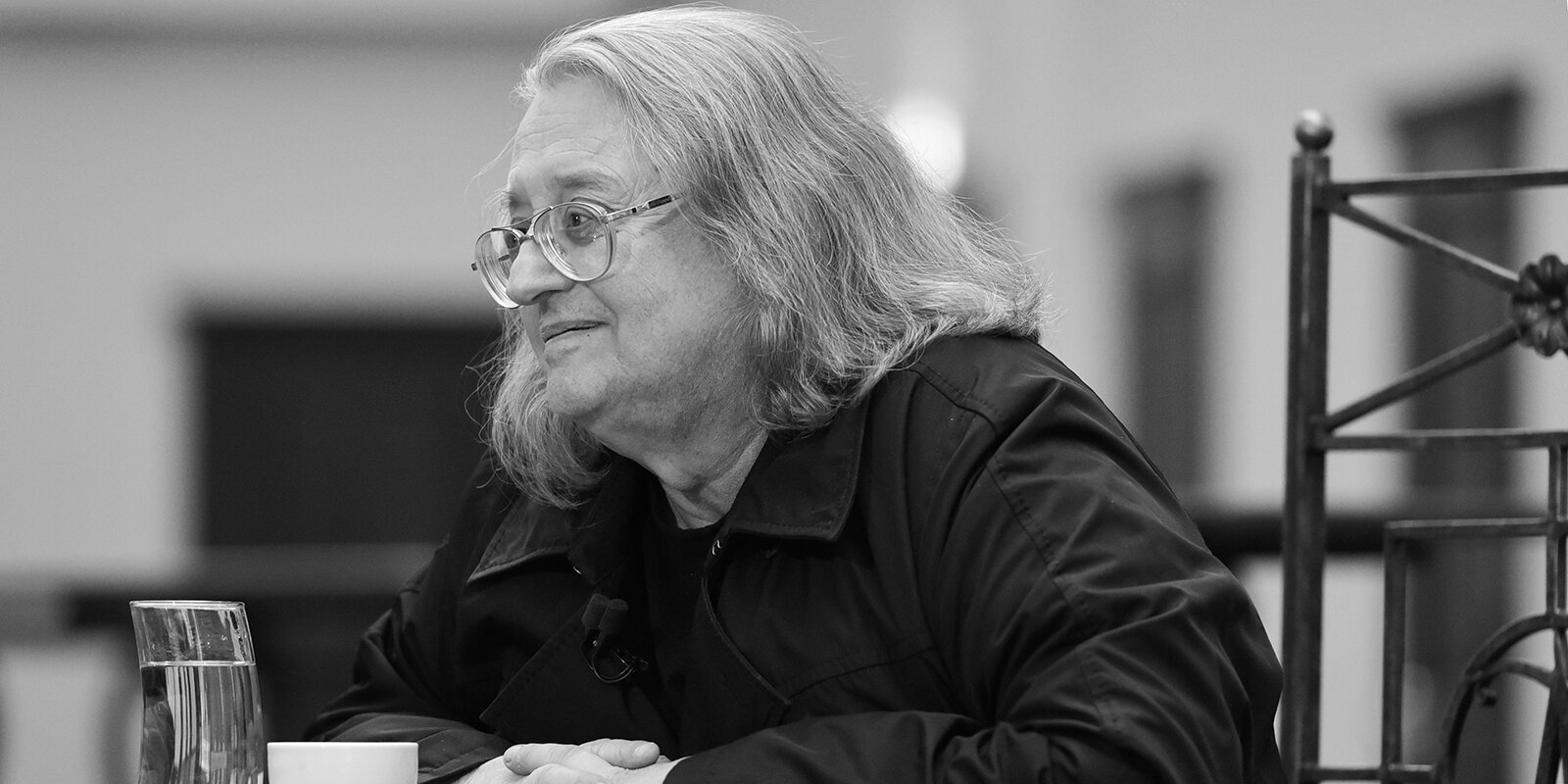
Александр Градский

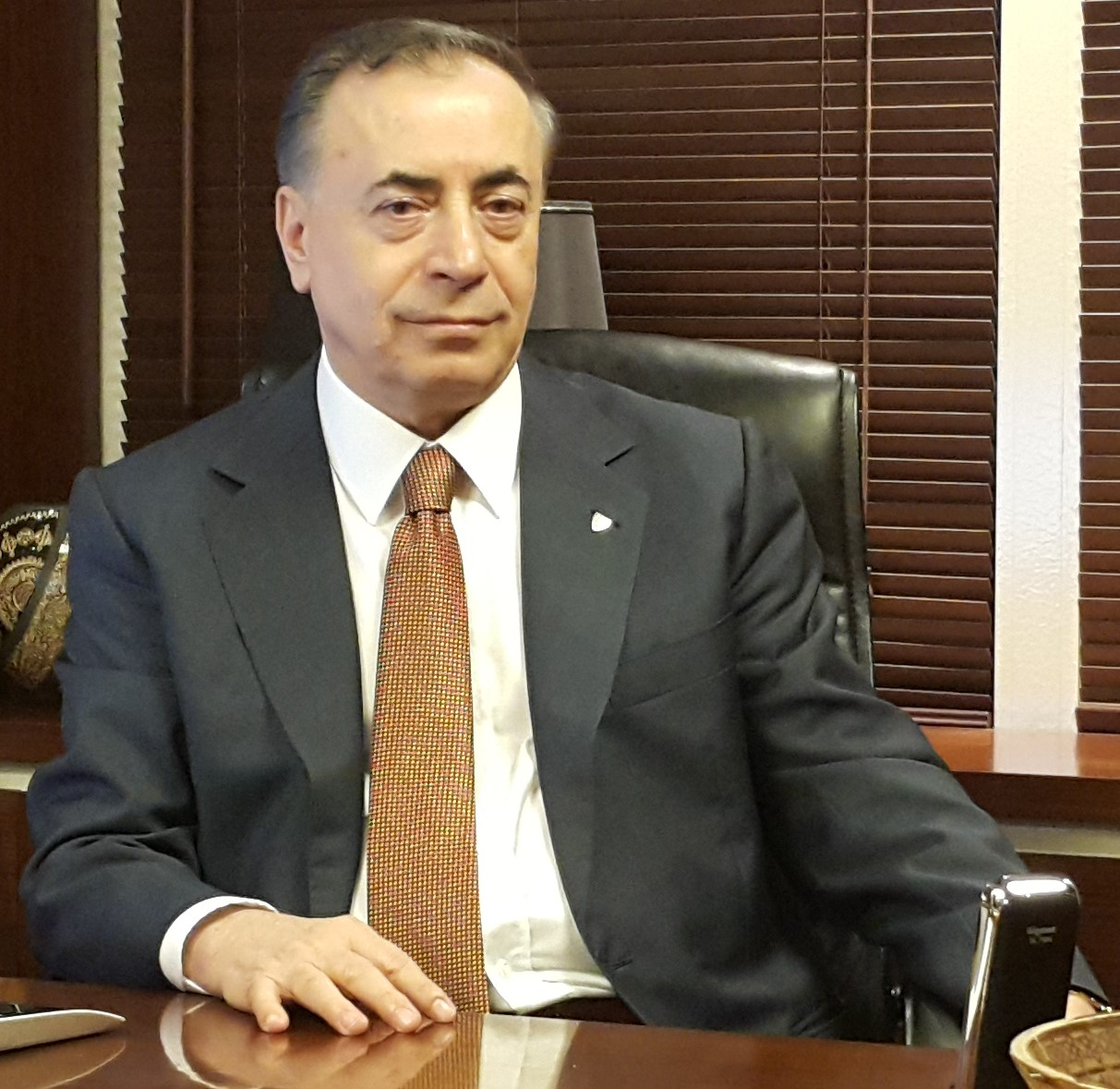
Мустафа Дженгиз

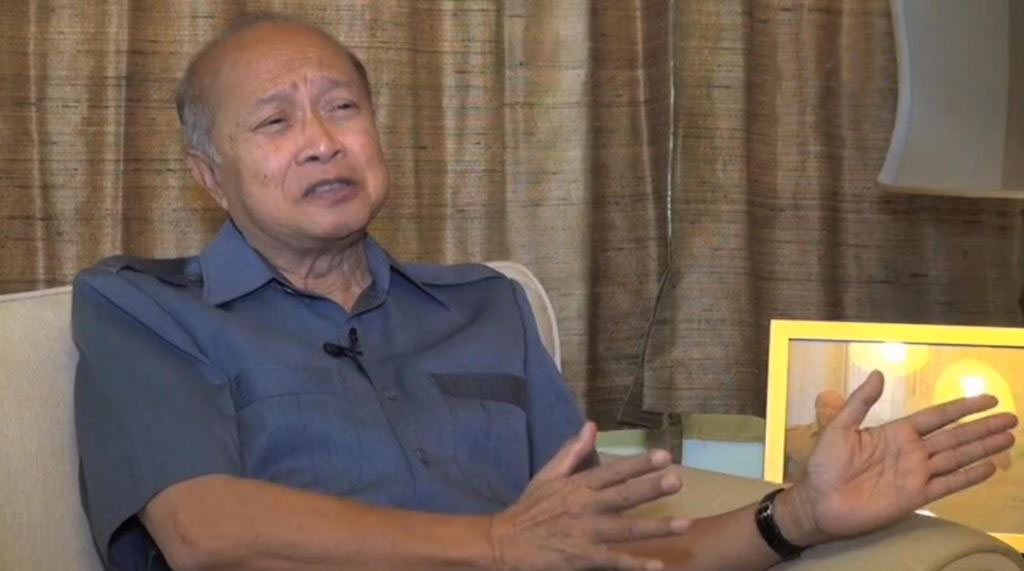
Нородом Ранарит

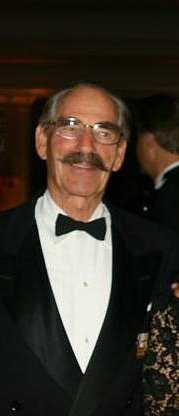
Андрей Андреевич Романов

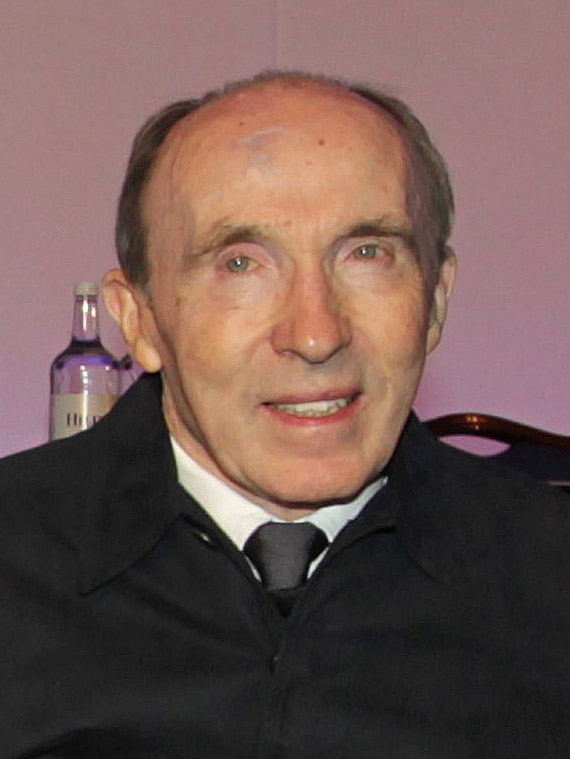
Фрэнк Уильямс

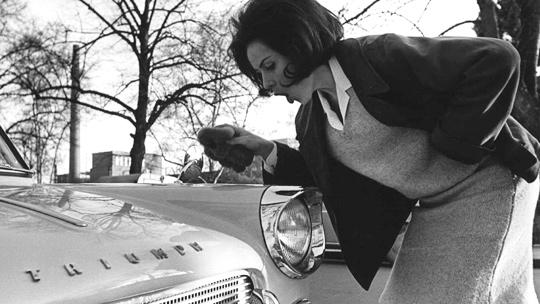
Лайла Халме

- Абло, Вирджил (41) — американский модельер и дизайнер одежды[34].
- Ансолд, Джолин[англ.] (89) — американский политический деятель, член Палаты представителей (1989—1995)[35].
- Бурже, Клод[фр.] (78) — французский художник, прозаик и драматург[36].
- Гальего Мартинес, Хусто (96) — испанский монах, строитель собора[37].
- Градский, Александр Борисович (72) — советский и российский певец, автор песен и музыкант, народный артист Российской Федерации (1999)[38].
- Дженгиз, Мустафа (71) — турецкий предприниматель, президент футбольного клуба «Галатасарай» (2018—2021)[39].
- Кинг, Эммит[англ.] (62) — американский легкоатлет, чемпион мира в эстафете 4×100 м (1983); убийство[40].
- Колмогоров, Герман Леонидович (81) — советский и российский учёный в области динамики, доктор технических наук, профессор[41].
- Мик, Кэрри[англ.] (95) — американский политик, депутат Палаты представителей США (1993—2003)[42].
- Монкла, Франсуа[фр.] (89) — французский регбист, игравший в национальной сборной (1956—1961)[43].
- Нородом Ранарит (77) — камбоджийский государственный деятель, сын короля Нородома Сианука, со-премьер-министр (1993—1997), президент Национальной ассамблеи (1998—2006)[44].
- Романов, Андрей Андреевич (98) — американский художник, правнук императора Александра III, праправнук императора Николая I, глава Дома Романовых (2016-2021)[45].
- Рукс, Гильермо[исп.] (92) — аргентинский художник[46].
- Уильямс, Фрэнк (79) — основатель (1977) и руководитель (1977—2020) британской команды Формулы-1 WilliamsF1[47].
- Халме, Лайла (87) — финская певица[48].
- Хотеев, Андрей Иванович (74) — советский, российский и немецкий пианист[49].

## 27 ноября

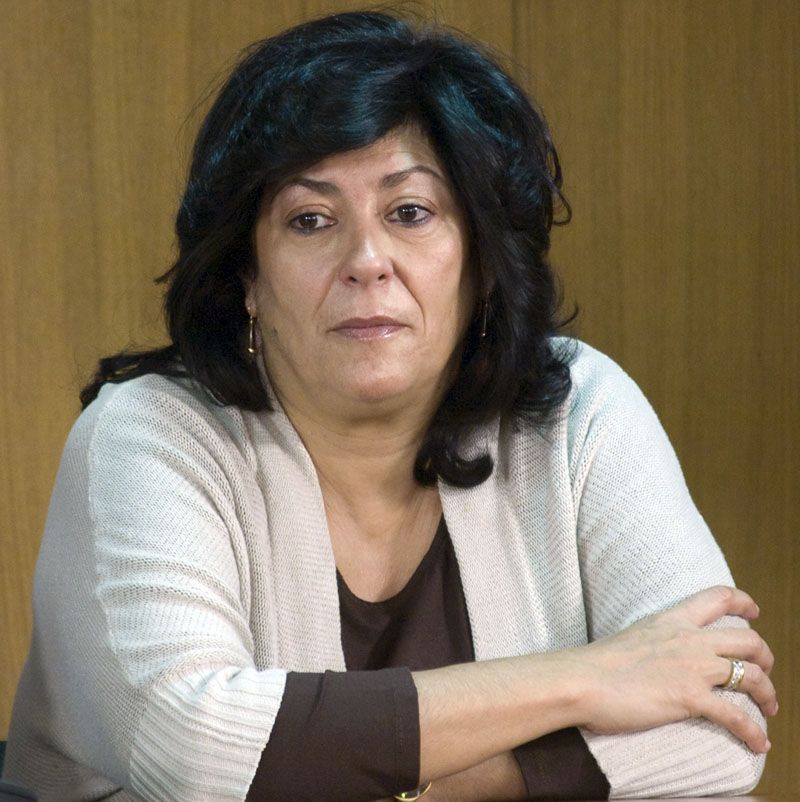
Альмудена Грандес

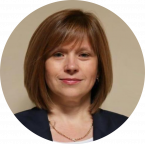
Любомира Мандзий

- Базаев, Борис Георгиевич (67) — советский борец вольного стиля, чемпион СССР (1975), обладатель Кубка мира, заслуженный тренер РСФСР (1990)[50].
- Грандес, Альмудена (61) — испанская писательница[51].
- Гунзынов, Галан Дамбиевич (64) — российский врач, заслуженный врач Российской Федерации (2008)[52].
- Кейнонен, Матти[фин.] (80) — финский хоккеист, игрок национальной сборной[53].
- Коуи, Дуг (95) — шотландский футболист, игравший в национальной сборной (о смерти объявлено в этот день)[54].
- Ленский, Борис Владимирович (92) — советский и российский книговед и библиограф, генеральный директор Российской книжной палаты (1996—2004), заслуженный работник культуры РСФСР (1980)[55].
- Мандзий, Любомира Степановна (48) — украинский государственный деятель, и. о. министра образования и науки (2020)[56].
- Метлицкий, Николай Михайлович (67) — белорусский поэт, переводчик, публицист, журналист[57].
- Мрконич, Милутин (79) — сербский государственный деятель, министр ряда министерств (2008—2013)[58].
- Отаке, Руй[порт.] (83) — бразильский архитектор[59].
- Экхофф, Тор (Apetor) (57) — норвежский youtube-блогер[60].

## 26 ноября

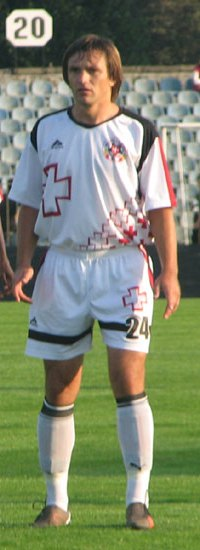
Руслан Мостовой

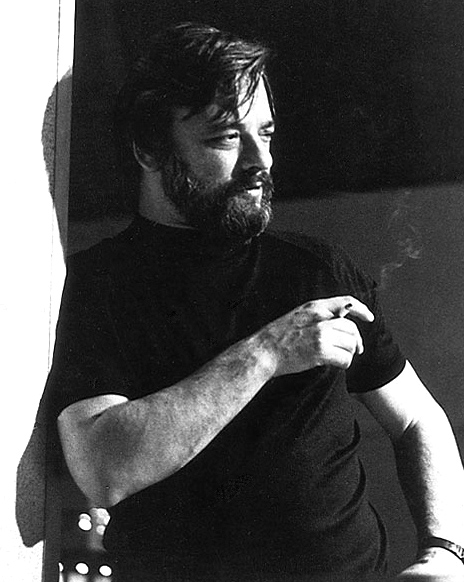
Стивен Сондхайм

- Балюк, Александр Трофимович (86) — советский и российский хозяйственный деятель[61].
- Гуммель, Юрий (Гюнтер) Вильгельмович (94) — советский и немецкий скульптор-станковист, педагог, музыкант[62].
- Зонин, Герман Семёнович (95) — советский футболист и футбольный тренер, заслуженный тренер СССР (1992)[63].
- Иванов, Иван Семёнович (87) — советский и российский литературовед, литературный критик, фольклорист[64].
- Мельник, Анатолий Иванович[укр.] (68) — советский и украинский учёный, доктор философских наук, профессор; украинский политик, председатель Черниговского областного совета (2010—2014)[65].
- Мостовой, Руслан Иванович (47) — украинский футболист и футбольный тренер; ДТП[66].
- Сондхайм, Стивен (91) — американский композитор, поэт и драматург, автор многих бродвейских мюзиклов, лауреат премии «Оскар» в номинации «Лучшая песня к фильму» (1991)[67].
- Тимошинин, Александр Иванович (73) — советский спортсмен (академическая гребля), двукратный олимпийский чемпион, заслуженный мастер спорта СССР (1968)[68].
- Фишер, Майкл (90) — британский физик, химик и математик, член Лондонского королевского общества (1971)[69].
- Шарадзе, Омари Хасанович (80) — советский и российский государственный деятель, председатель Горьковского / Нижегородского горисполкома (1990—1991), начальник Горьковской железной дороги (1991—1999)[70].

## 25 ноября

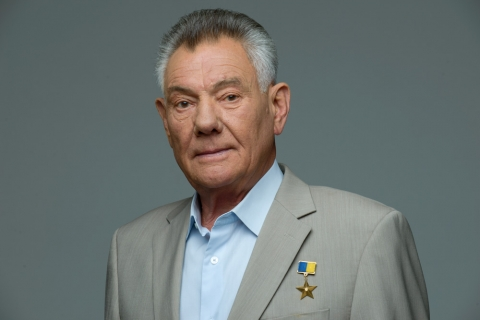
Александр Омельченко

- Васильев, Виктор Исаевич (81) — советский государственный деятель, председатель Ульяновского горисполкома (1984—1990)[71].
- Зимин, Николай Александрович (79) — советский и российский композитор[72].
- Зотов, Анатолий Фёдорович (90) — советский и российский философ, заслуженный профессор МГУ (2002)[73].
- Йоэнсен, Аллан Гордон (44) — фарерский футболист[74].
- Левков, Богдан Евгеньевич[укр.] (71) — украинский политик, мэр Тернополя (2002—2006)[75].
- Лекундзу, Жюстен[англ.] (80) — конголезский государственный и политический деятель, министр финансов (1983—1987)[76].
- Миронов, Анатолий Георгиевич (76) — советский и российский геолог, доктор геолого-минералогических наук, профессор, директор Геологического института СО РАН (1996—2008)[77].
- Нгуен Хонг Ни[вьет.] (84) — вьетнамский военный лётчик, генерал-майор, заместитель командующего, начальник штаба ВВС (1987—1989), Герой Народных Вооружённых сил Вьетнама[78].
- Олеск, Пеэтер[эст.] (67) — эстонский литературовед и государственный деятель, министр по этническим вопросам (1993—1994), министр культуры (1994—1995)[79].
- Омельченко, Александр Александрович (83) — украинский государственный деятель, мэр Киева (1996—2006), Герой Украины (2001)[80].
- Строганов, Генрих Борисович (89) — советский государственный деятель, заместитель председателя Госплана СССР (1984—1991), председатель Госкомитета СССР по машиностроению — министр СССР (1991), член-корреспондент РАН (1991; член-корреспондент АН СССР c 1990)[81].
- Херрман, Дитер[нем.] (82) — немецкий астроном и автор научно-популярных книг по астрономии[82].

## 24 ноября

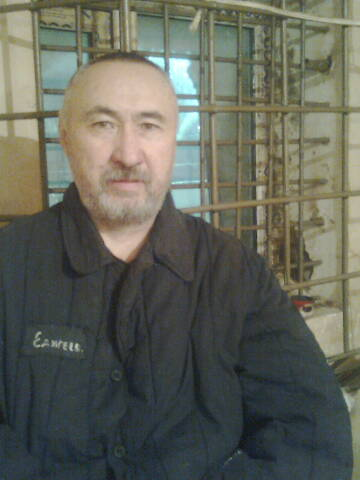
Арон Атабек

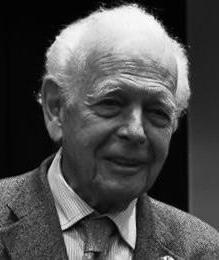
Иван Станчов

- Атабек, Арон (68) — казахский поэт, публицист и политический деятель[83].
- Баузингер, Герман[нем.] (95) — немецкий культуролог и германист[84].
- Браунс, Мартиньш (70) — латвийский композитор[85].
- Воробьёв, Олег Арсеньевич[бел.] (73) — советский и белорусский архитектор, заслуженный архитектор Республики Беларусь (2003)[86].
- Диас, Луис[исп.] (76) — колумбийский шоссейный велогонщик, участник летних Олимпийских игр 1972 года в Мюнхене[87].
- Жиров, Сергей Васильевич (72) — советский и российский спортсмен (водно-моторный спорт), десятикратный чемпион СССР и России[88].
- Зимненко, Леонид Орестович (78) — советский и российский оперный певец (бас), солист МАМТ (с 1971), народный артист Российской Федерации (1996)[89].
- Зозуля, Юрий Афанасьевич (93) — украинский нейрохирург, академик НАН Украины[90]
- Иванов, Анатолий Михайлович (78) — российский тренер по гандболу, заслуженный тренер России[91].
- Нехемкин, Арье (96) — израильский государственный деятель, министр сельского хозяйства (1984—1988)[92].
- Станчов, Иван (92) — болгарский дипломат, и. о. министра иностранных дел (1994—1995)[93].
- Уоррен, Джим[англ.] (85) — американский компьютерный учёный, сооснователь и главный редактор Dr. Dobb’s Journal[94].
- Хартман, Веслав (71) — польский спортсмен (конный спорт), серебряный призёр летних Олимпийских игр в Москве (1980)[95].
- Чиркалин, Иван Фёдорович (74) — советский и казахский хозяйственный и государственный деятель[96].
- Чюрёш, Карола[венг.] (85) — венгерская актриса[97].
- Эчеваррия, Гильермо[англ.] (73) — мексиканский пловец, мировой рекордсмен на дистанции 1500 метров вольным стилем (1968)[98].

## 23 ноября

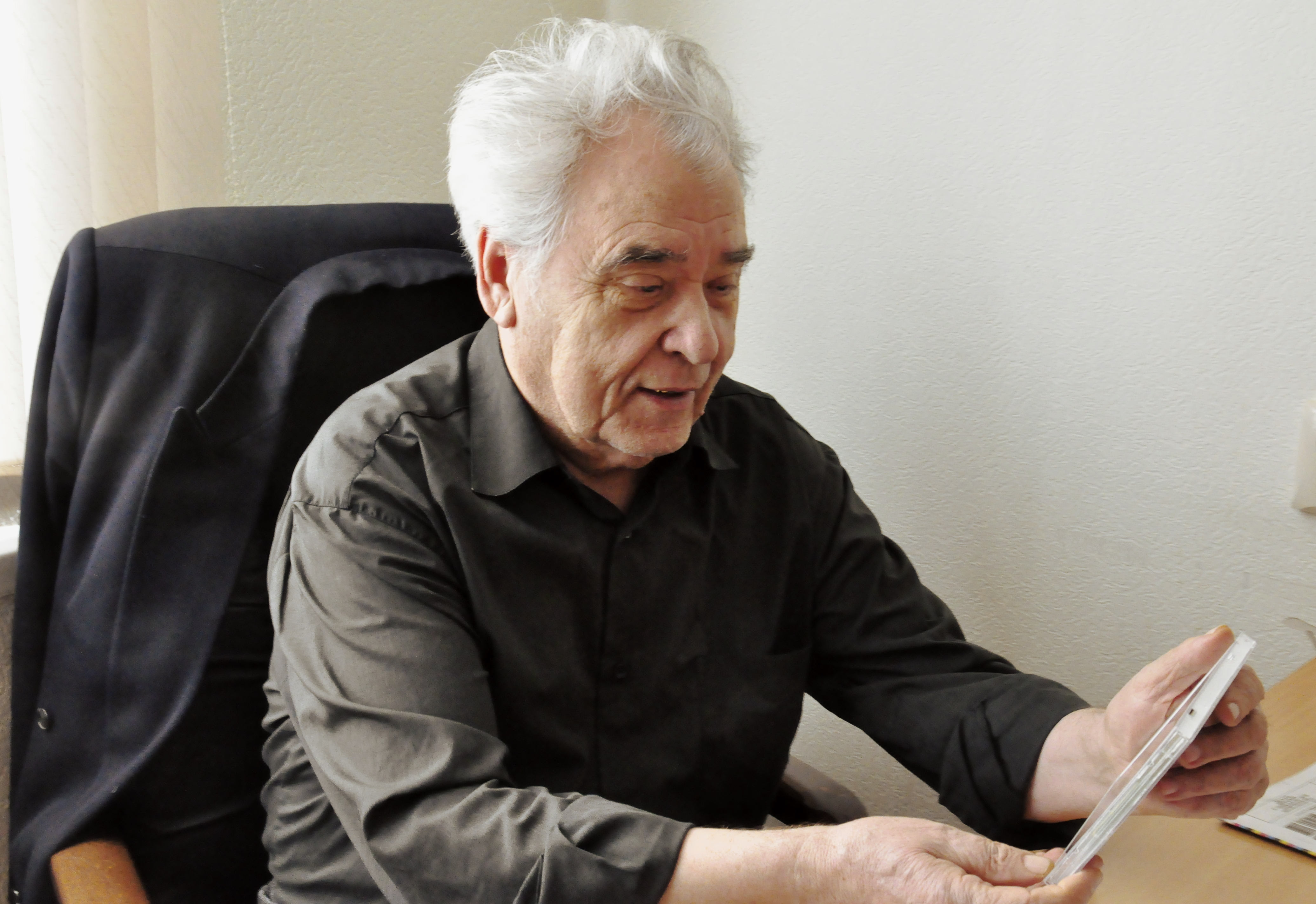
Николай Голышев

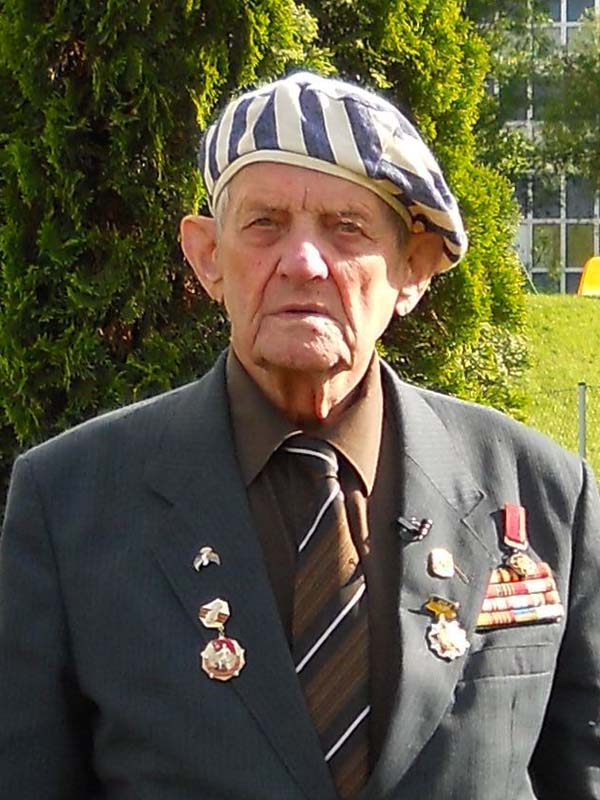
Игорь Малицкий

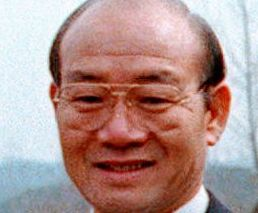
Чон Ду Хван

Татьяна Чудова

- Власенко, Аллин Григорьевич (83) — советский и украинский дирижёр, народный артист Украины (2000)[99].
- Голышев, Николай Николаевич (91) — советский оперный певец (баритон), педагог, народный артист РСФСР (1980)[100].
- Гюнеш, Хасан Фехми[англ.] (87) — турецкий государственный деятель, министр внутренних дел (1979)[101].
- Кузнецов, Владимир Анатольевич (65) — советский и российский актёр[102].
- Малицкий, Игорь Фёдорович (96) — советский учёный в области технологии и сборочных процессов в машиностроении, заведующий кафедрой технологии машиностроения УИПА (1979—1989)[103].
- Митчелл, Джеймс Фитц-Аллен (90) — премьер-министр Сент-Винсента и Гренадин (1972—1974, 1984—2000)[104].
- Прасков, Валерий Трофимович (81) — российский живописец, заслуженный художник Российской Федерации (2006)[105].
- Прозоров, Георгий Николаевич (85) — советский строитель, Герой Социалистического Труда (1986)[106].
- Розендаль, Ханс[швед.] (76) — шведский пловец, чемпион Европы (1962), участник летних Олимпийских игр в Токио (1964)[107].
- Сутормин, Александр Евгеньевич (65) — советский и российский учитель, победитель первого в истории Всесоюзного конкурса «Учитель года» (1990), заслуженный учитель РСФСР[108].
- Сыроватка, Владимир Иванович (90) — советский и российский учёный в области электромеханизации животноводства и кормопроизводства, академик ВАСХНИЛ / РАСХН (1990—2013), академик РАН (2013)[109].
- Чон Ду Хван (90) — президент Республики Корея (1980—1988)[110].
- Чудова, Татьяна Алексеевна (77) — советский и российский композитор и музыкальный педагог, профессор Московской консерватории (1995), заслуженный деятель искусств Российской Федерации (2007)[111].
- Штойбе, Анита[нем.] (82) — немецкий языковед, член Саксонской академии наук (1991)[112].

## 22 ноября

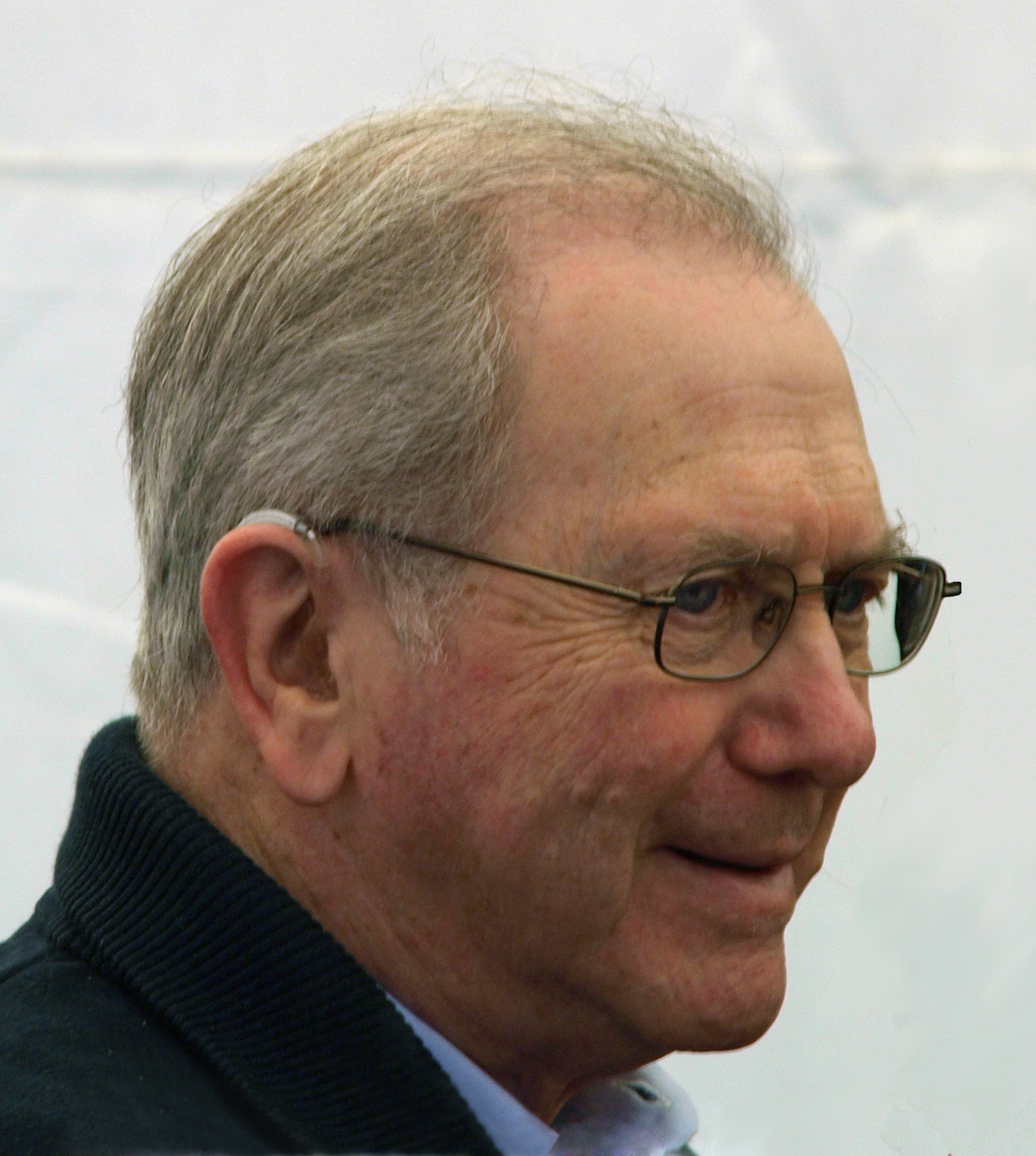
Ной Гордон

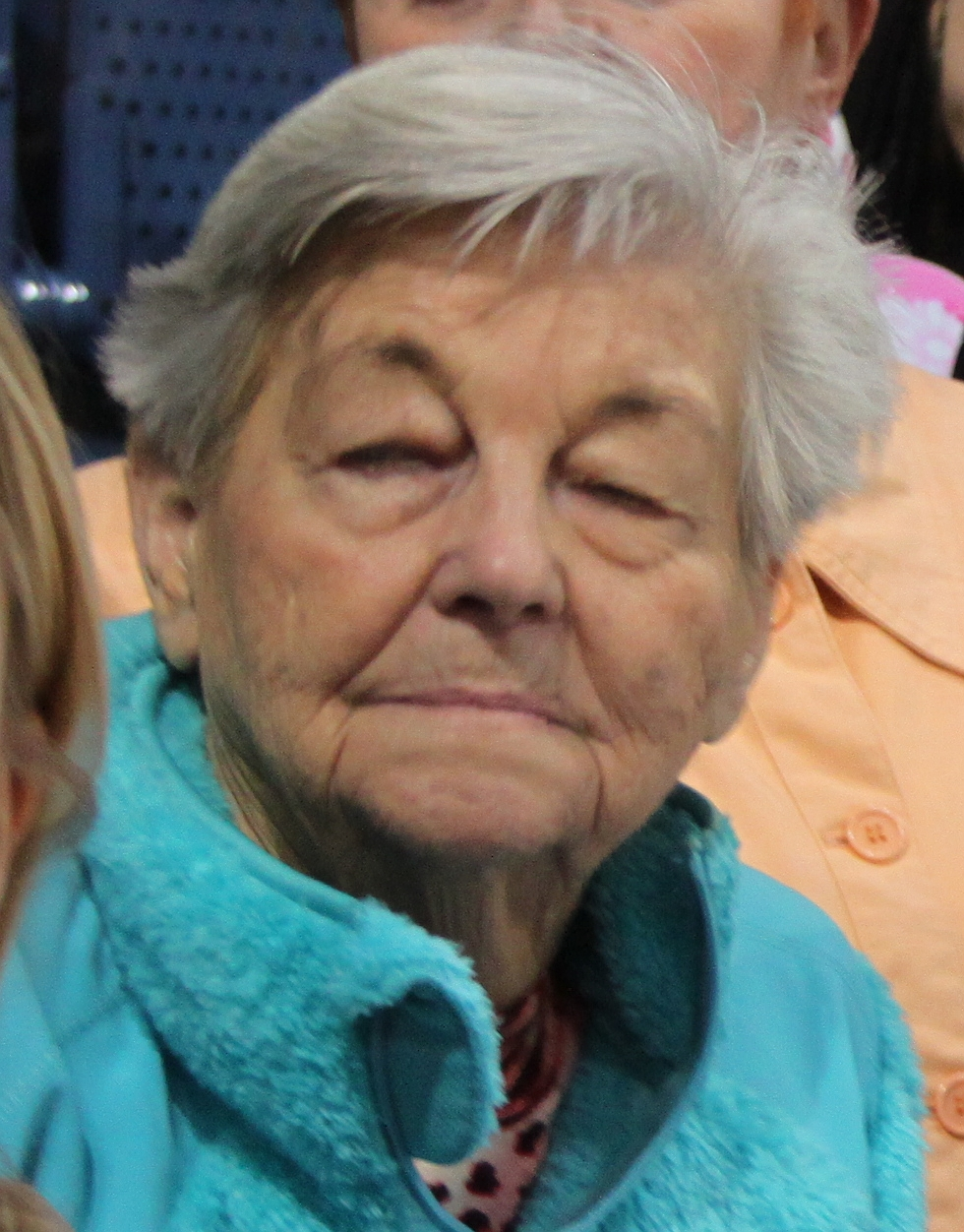
Хильда Мудра

- Барсело Гарсия, Микель[исп.] (73) — испанский редактор и писатель-фантаст[113].
- Бугаев, Игорь Борисович (88) — советский партийный и государственный деятель, первый секретарь Краснопресненского райкома КПСС (1975—1977)[114].
- Версини, Мария[фр.] (81) — французская актриса[115].
- Гаспарянц, Рафаэль Сетракович (77) — советский и российский кинорежиссёр, народный артист Северной Осетии[116].
- Гордон, Ной (95) — американский писатель[117].
- Госн, Файез[англ.] (71) — ливанский государственный деятель, министр обороны (2011—2014)[118].
- Иванова, Валентина Николаевна (77) — советская и российская актриса театра и кино, артистка Театра имени М. Н. Ермоловой[119].
- Калитов, Георгий Гайниахметович (69) — советский, российский и башкирский художник, народный художник Республики Башкортостан (2012)[120].
- Копров, Виктор Юрьевич (70) — советский и российский филолог, доктор филологических наук, профессор ВГУ[121][122].
- Кравченко, Андрей Евгеньевич (65) — украинский писатель и литературовед[123].
- Макинтайр, Стюарт[англ.] (74) — австралийский историк, президент Академии общественных наук Австралии[124].
- Мудра, Хильда (95) — словацкая фигуристка и тренер по фигурному катанию[125].
- Султанова, Ася Бахиш-кызы (98) — советский композитор, заслуженный деятель искусств Азербайджанской ССР (1967)[126].
- Ушаков, Игорь Васильевич (64) — советский и российский врач, главный врач Иркутского диагностического центра (с 2008)[127].

## 21 ноября

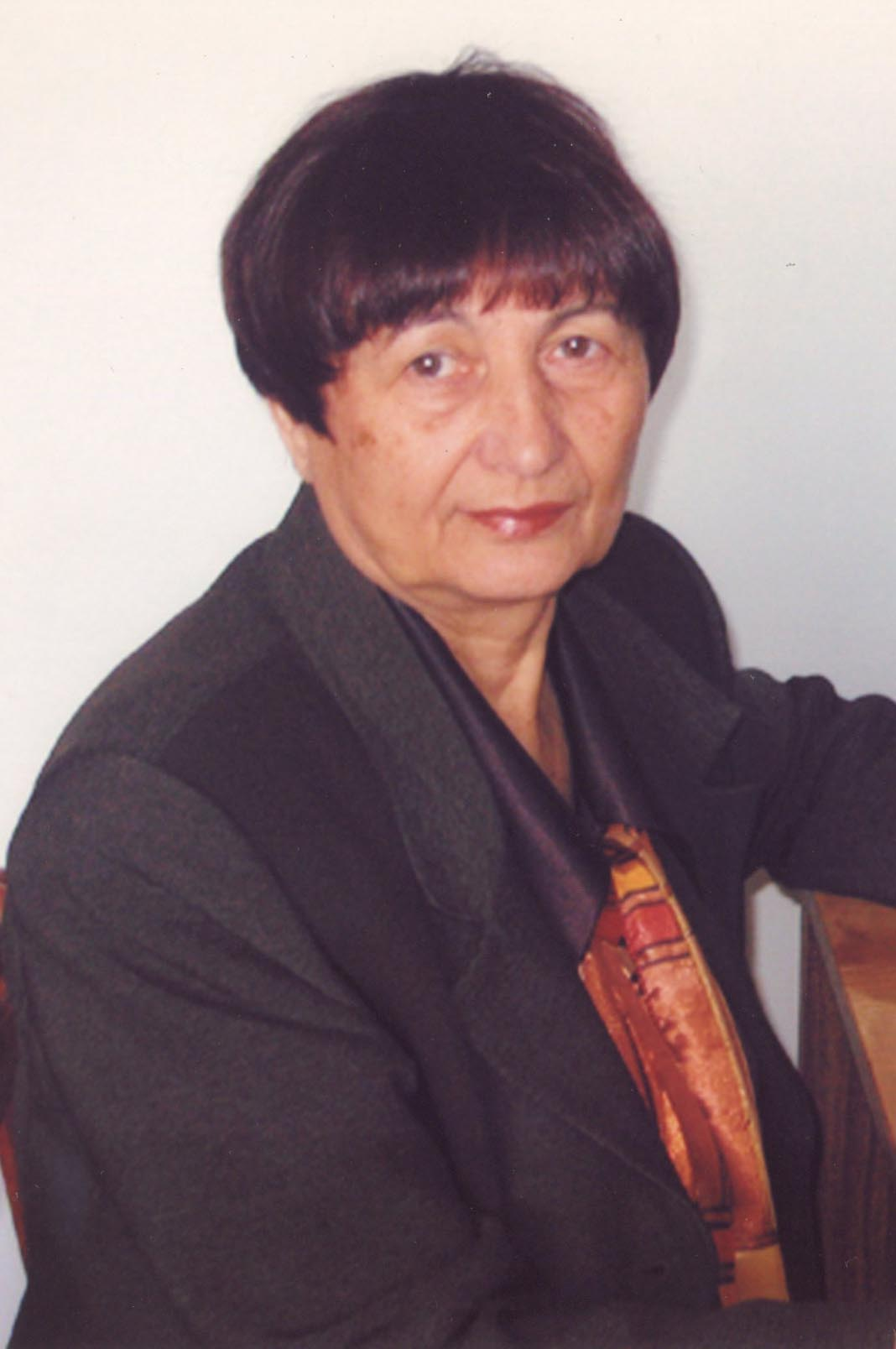
Алия Веньяминова

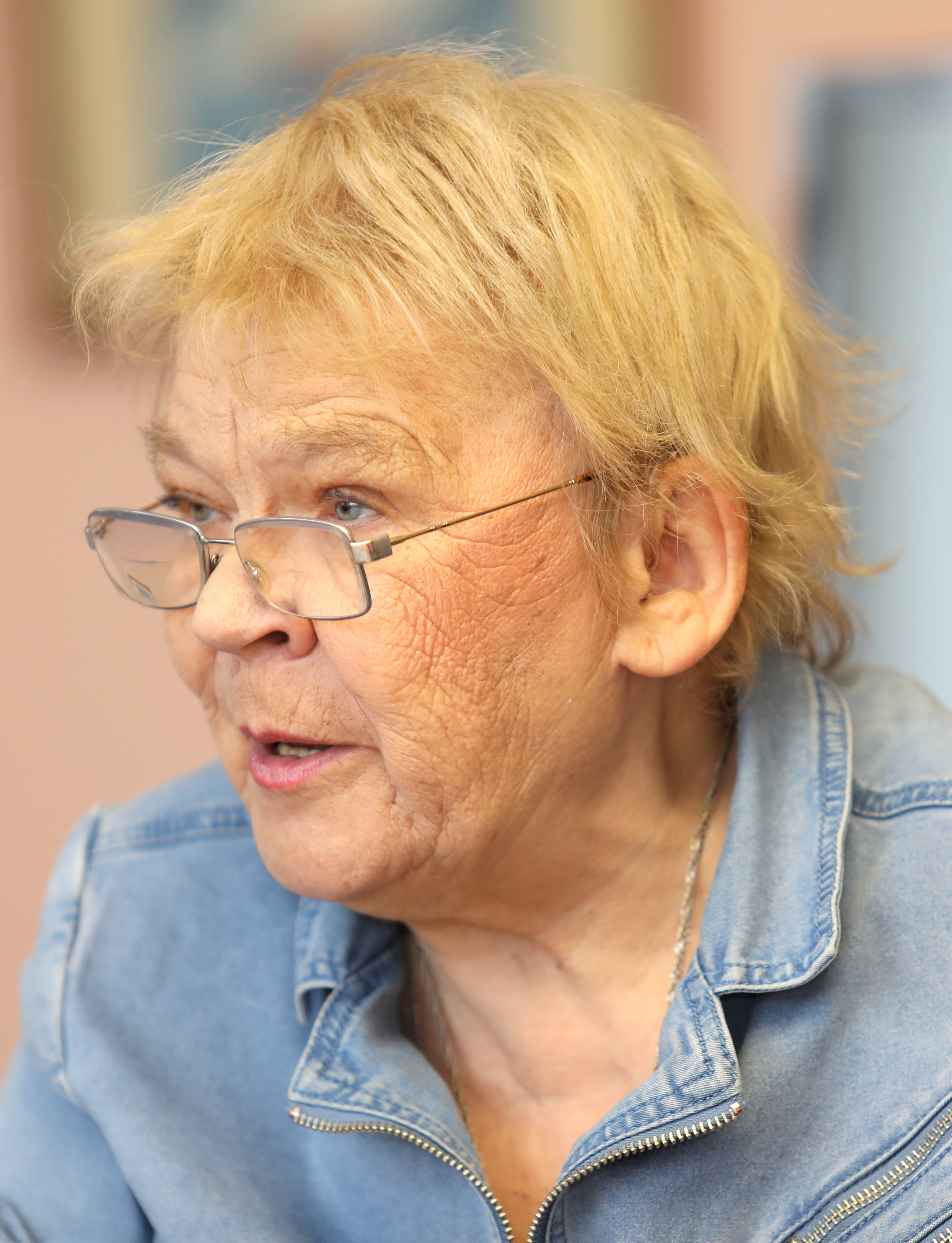
Мариэтта Чудакова

- Алтунян, Рубен Татулович[арм.] (82) — советский и армянский композитор, дирижёр, профессор Ереванской консерватории, заслуженный деятель искусств Республики Армения (2009)[128].
- Блай, Роберт[англ.] (94) — американский поэт и эссеист, член Американской академии искусств и наук[129].
- Веньяминова, Алия Гусейн кызы (85) — советский и российский химик, сотрудник ИХБФМ СО РАН[130].
- Ихтияров, Бахтиёр Ахмедович (81) — советский и узбекский актёр, народный артист Узбекской ССР (1989)[131].
- Лиферов, Анатолий Петрович (81) — советский и российский деятель науки, ректор (1986—2007) и президент (2007—2012) Рязанского государственного университета, академик РАО (2004)[132].
- Пилунский, Леонид Петрович (74) — украинский политический деятель и журналист[133].
- Портной, Михаил Анатольевич (80) — советский и российский экономист-международник, заслуженный деятель науки Российской Федерации (2020)[134].
- Раптис, Павлос (85) — польский и греческий оперный певец (тенор)[135].
- Русланова, Нина Ивановна (75) — советская и российская актриса театра и кино, народная артистка Российской Федерации (1998)[136].
- Сьюэлл, Джон (85) — английский футболист и тренер (о смерти объявлено в этот день)[137].
- Татауров, Владимир Федосеевич (56) — начальник УФСБ по Самарской области (2015—2020), генерал-лейтенант[138].
- Фаджрин, Веравати[англ.] (64) — индонезийская бадминтонистка, чемпионка мира (1980)[139].
- Чудакова, Мариэтта Омаровна (84) — советский и российский литературовед, публицист, писательница и общественный деятель, доктор филологических наук[140].
- Шаров, Олег Васильевич (61) — советский и российский археолог, доктор исторических наук[141].
- Эскоотадо, Антонио[англ.] (80) — испанский философ и эссеист[142].

## 20 ноября

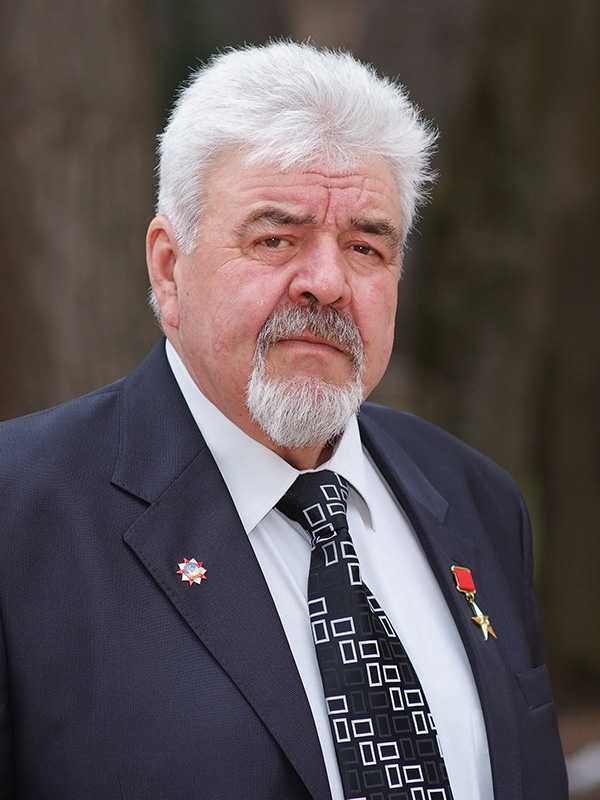
Александр Бондарь

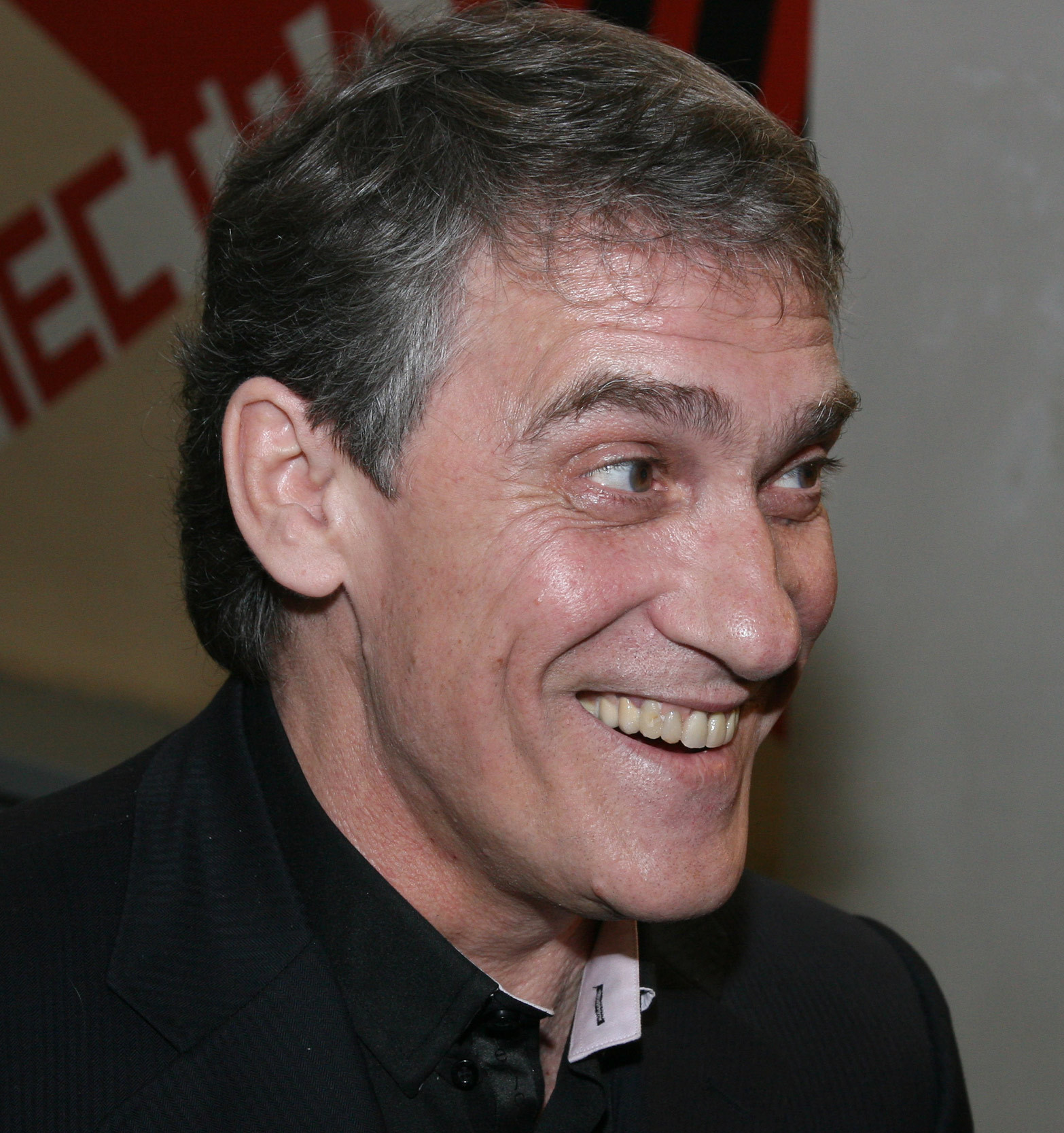
Валерий Гаркалин

- Бондарь, Александр Васильевич (69) — советский и российский железнодорожный строитель, Герой Социалистического Труда (1984)[143].
- Варламов, Анатолий Александрович (74) — российский учёный в области земельных отношений, член-корреспондент РАСХН (2003—2014), член-корреспондент РАН (2014)[144].
- Васильев, Сергей Григорьевич (85) — советский и российский фотограф, заслуженный работник культуры РСФСР (1986)[145].
- Гаркалин, Валерий Борисович (67) — советский и российский актёр, театральный педагог, народный артист Российской Федерации (2008)[146].
- Диомид (Дзюбан) (60) — епископ Русской православной церкви, правящий архиерей Анадырской епархии (2000—2008); ДТП[147].
- Мариани, Карло Мария (90) — итальянский художник[148].
- Пешкова, Марфа Максимовна (96) — советский архитектор, внучка Максима Горького[149].
- Ракитский, Борис Васильевич (85) — советский и российский экономист[150].
- Тихеева, Алина Михайловна (85) — советская и российская шашистка[151].

## 19 ноября
- Агапова, Нина Фёдоровна (95) — советская и российская актриса, заслуженная артистка РСФСР (1987)[152].
- Андрушкевич, Тамара Витальевна (84) — советский и российский химик, доктор химических наук, лауреат премии имени А. А. Баландина (2001)[153].
- Бугрий, Владимир Станиславович[укр.] (57) — украинский педагог, доктор педагогических наук, профессор Сумского государственного педагогического университета имени А. С. Макаренко[154].
- Виднес, Мари Ловиз[норв.] (91) — норвежская поэтесса, певица и член парламента (1989—1993)[155].
- Котельников, Вячеслав Иванович (76) — советский и российский изобретатель[156].
- Лабелья, Эдгардо[англ.] (70) — филиппинский государственный деятель, мэр Себу (с 2019 года)[157].
- Мельников, Александр Николаевич (64) — заслуженный тренер России по самбо, заслуженный работник физической культуры РФ, судья международной категории[158].
- Морозюк, Георгий Иванович (77) — украинский актёр, народный артист Украины (1993)[159].
- Морон, Гильермо[исп.] (95) — венесуэльский писатель и историк, лауреат Национальной литературной премии Венесуэлы[исп.] (1990)[160].
- Райан, Уилл[англ.] (72) — американский актёр дубляжа, певец и музыкант[161].
- Рубино, Аида[исп.] (79) — аргентинская актриса[162].
- Шёпфлин, Дьёрдь[венг.] (81) — венгерский политолог и политический деятель, депутат Европейского парламента (2004—2019)[163].

## 18 ноября

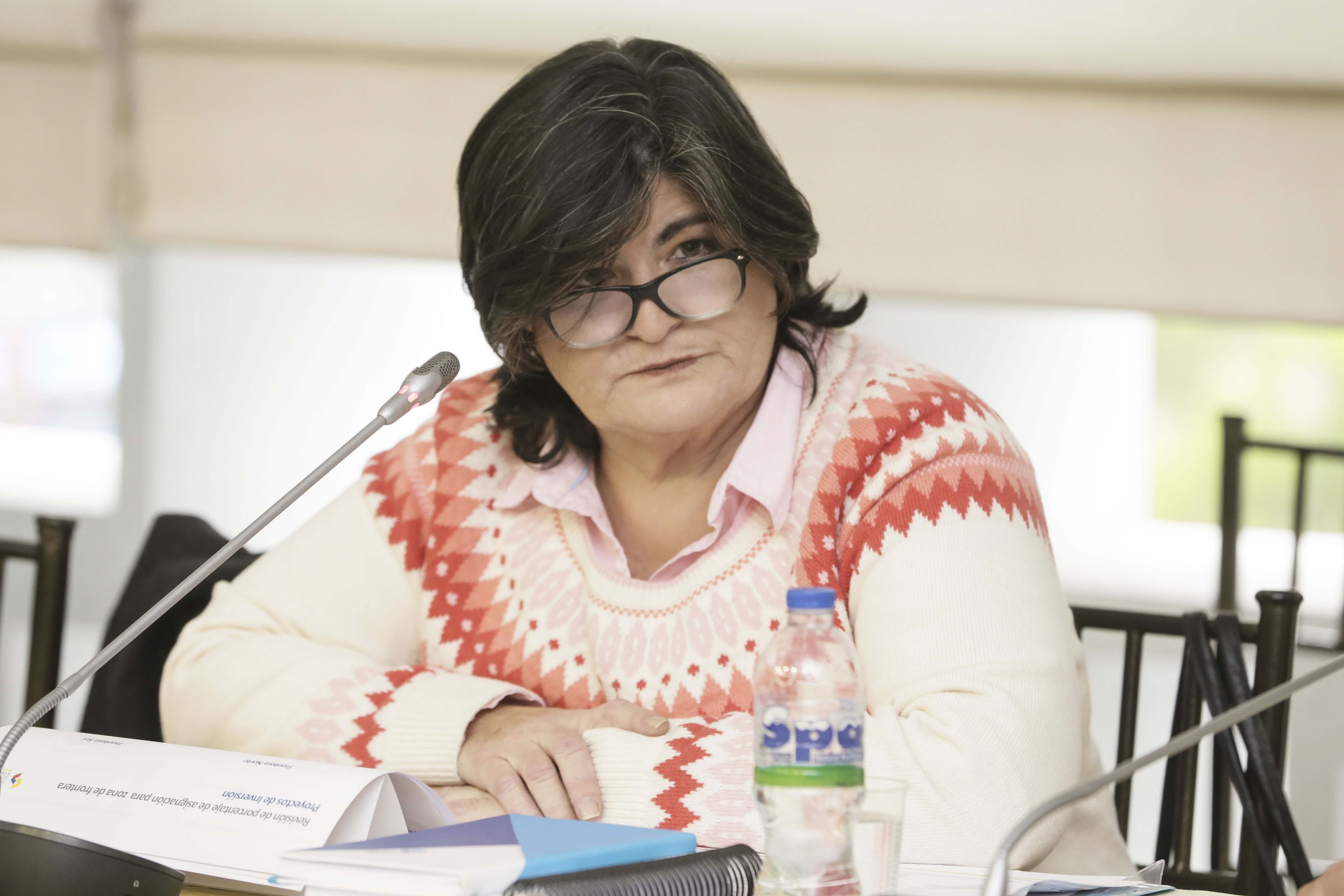
Мария Витери

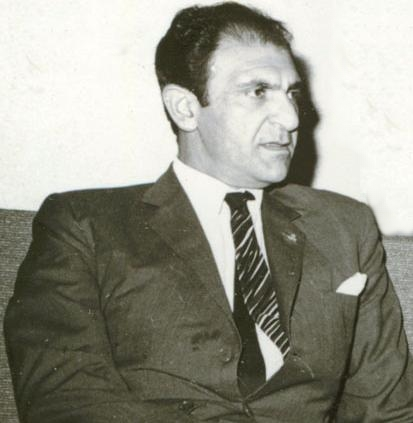
Ардешир Захеди

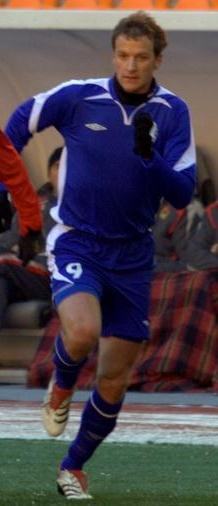
Денис Ковба

- Ал Нур Кассум (97) — танзанийский политический деятель[164].
- Аль-Ани, Латиф[англ.] (89) — иракский фотограф, называемый отцом иракской фотографии[165].
- Бак, Питер[англ.] (90) — американский ресторатор, сооснователь сети быстрого питания Subway[166].
- Богомолов, Анатолий Васильевич (91) — советский и российский журналист[167].
- Винер, Освальд[нем.] (86) — австрийско-канадский писатель, кибернетик, языковед, ресторатор[168].
- Витери, Мария Эльза (56) — эквадорский экономист, министр финансов (2008—2010), министр экономики и финансов (2018)[169].
- Гладких, Виктор Иванович (69) — советский и российский криминолог, главный научный сотрудник ВНИИ МВД РФ, доктор юридических наук, профессор, заслуженный юрист Российской Федерации[170].
- Захеди, Ардешир (93) — иранский дипломат, посол в США (1960—1962, 1973—1979) и в Великобритании (1962—1966), министр иностранных дел (1966—1971)[171].
- Каплан, Роман Аркадьевич (83) — советский и американский литературовед, искусствовед, переводчик, основатель ресторана «Русский самовар»[172].
- Ковба, Денис Юрьевич (42) — белорусский футболист («Крылья Советов»), игрок национальной сборной[173].
- Короленко, Олег Иванович (84) — советский хоккеист[174].
- Летельер, Фабиола[исп.] (92) — чилийская правозащитница, лауреат Национальной премии в области прав человека[исп.] (2018)[175].
- Мякишев, Иван Павлович (71) — советский и российский оперный певец, заслуженный артист России (1996), профессор кафедры сольного и хорового народного пения Краснодарского госинститута культуры[176].
- Путилов, Владимир Александрович (74) — советский и российский учёный в области информационных технологий, доктор технических наук (1988), профессор (1992), научный руководитель Института информатики и математического моделирования КНЦ РАН (с 1989), заслуженный деятель науки Российской Федерации (2011)[177].
- Рок, Мик (72) — британский фотограф[178][179].
- Романенко, Константин Евгеньевич (72) — советский и российский художник-мультипликатор[180].
- Степанов, Александр Петрович[укр.] (72) — советский и украинский экономист, доктор экономических наук, профессор, депутат Верховной рады Украины II созыва (1994—1998), заслуженный деятель науки и техники Украины[181].
- Сёренсен, Йорген Хауген[дат.] (87) — датский скульптор[182].
- Суоминен, Ким (52) — финский футболист, игрок национальной сборной[183].
- Хэмптон, Слайд[англ.] (89) — американский джазовый тромбонист, композитор и аранжировщик, лауреат премии «Грэмми» (1998)[184].
- Цилькер, Цви (88) — израильский государственный деятель, мэр Ашдода (1969—1983, 1989—2008)[185].
- Штенцель, Эрхард (96) — немецкий участник Французского сопротивления[186].

## 17 ноября

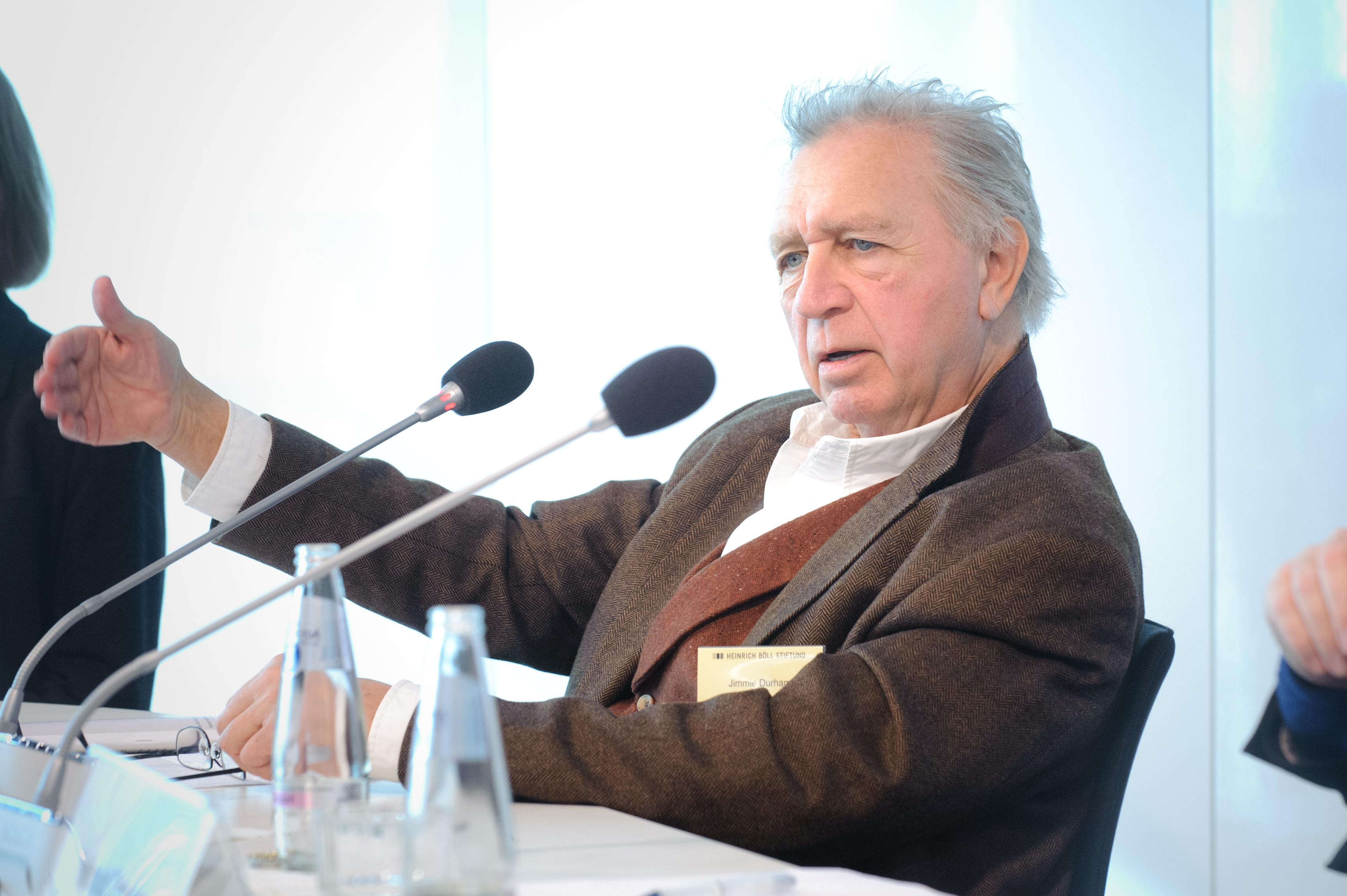
Джимми Дарем

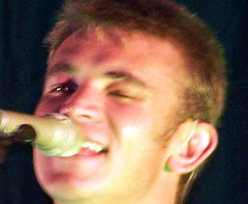
Тёнс Йордан

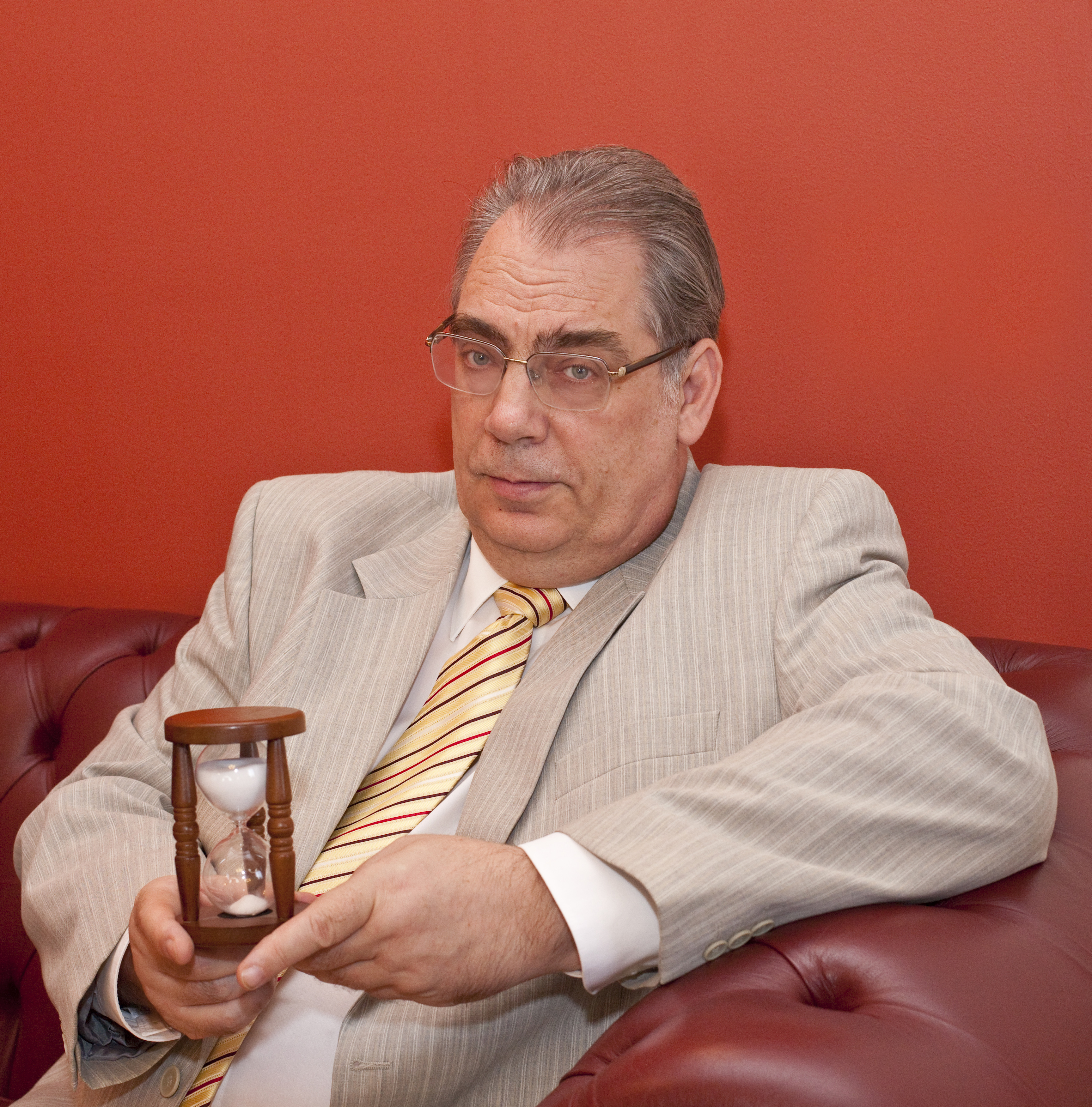
Иван Карлов

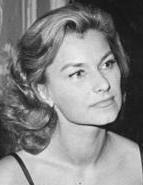
Кристина Ласцар

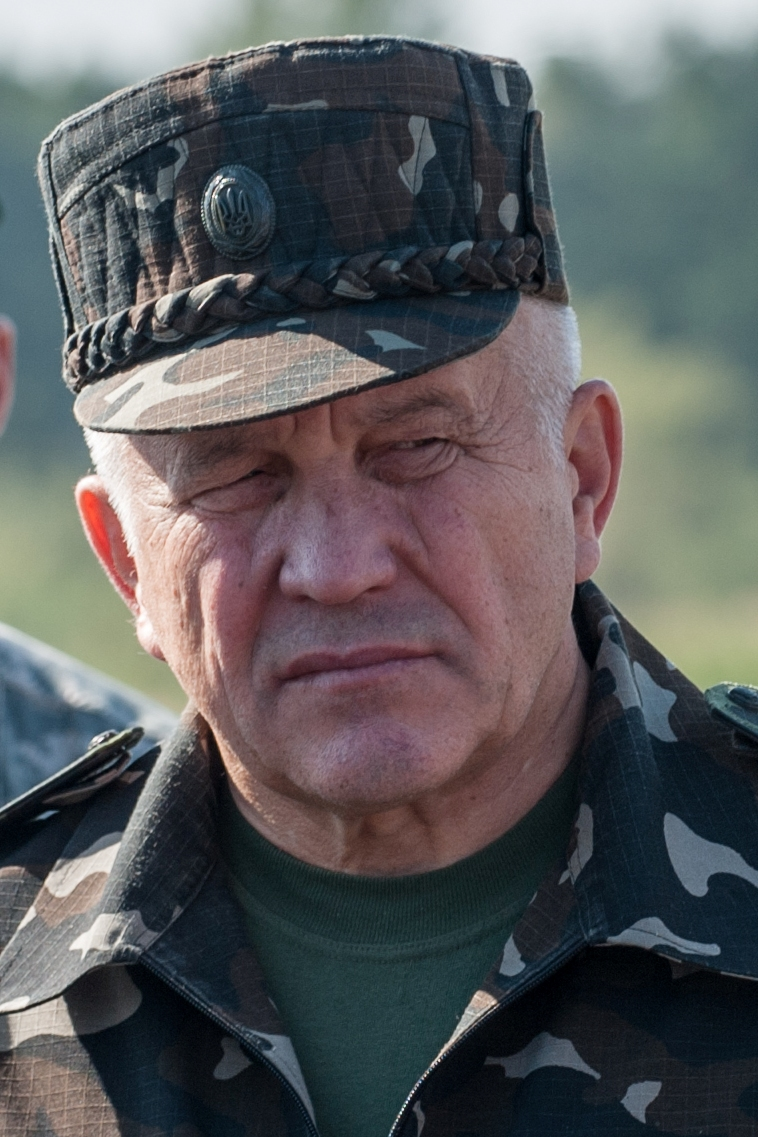
Анатолий Пушняков

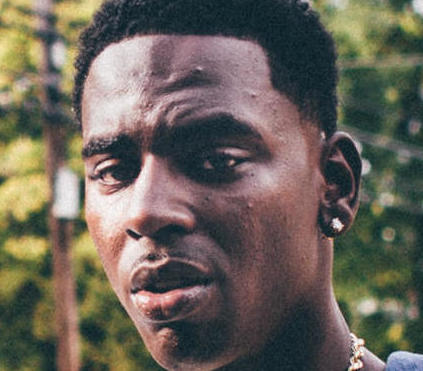
Young Dolph

- Бартенев, Леонид Владимирович (88) — советский легкоатлет, заслуженный мастер спорта СССР (1955), заслуженный тренер СССР, двукратный серебряный призёр Олимпийских игр (1956, 1960)[187].
- Бауэр, Фриц Габриэль[нем.] (80) — австрийский инженер, трёхкратный обладатель премии «Оскар» за науку и развитие (1988, 1994, 2000)[188].
- Берлин, Давид Яковлевич (96) — советский и российский тренер по баскетболу, заслуженный тренер СССР[189].
- Дарем, Джимми (81) — американский скульптор, эссеист и поэт[190].
- Денисов, Игорь Николаевич (80) — советский и российский медицинский деятель, министр здравоохранения СССР (1990—1991), академик РАМН (2000—2013), академик РАН (2013) (о смерти объявлено в этот день)[191].
- Димас, Луис[исп.] (78) — чилийский актёр и певец[192].
- Йордан, Тёнс (50) — южноафриканский певец, композитор и гитарист[193].
- Карлов, Иван Иванович (68) — советский и российский музейный работник, главный хранитель Русского музея (1989—2017)[194].
- Ласцар, Кристина (89) — немецкая актриса[195].
- Лафлёр, Арт (78) — американский актёр[196].
- Пушняков, Анатолий Савватьевич (67) — украинский военачальник, командующий Сухопутными войсками Вооружённых Сил Украины (2014—2016), генерал-лейтенант[197].
- Савочкин, Игорь Юрьевич (58) — российский актёр и телеведущий[198].
- Саямов, Михаил Николаевич (85) — советский и российский пианист и музыкальный педагог, профессор (1993) и ректор (2000—2008) РАМ им. Гнесиных, заслуженный деятель искусств Российской Федерации (1992)[199].
- Фришберг, Дэйв[англ.] (88) — американский джазовый пианист, композитор, певец и поэт[200].
- Фрейдин, Юрий Львович (79) — советский и российский врач-психиатр, литературовед, исследователь биографии и творчества Осипа Мандельштама, сопредседатель Мандельштамовского общества[201].
- Хамелинк, Жак[нидерл.] (82) — нидерландский поэт, прозаик и литературный критик, лауреат премии Константейна Хёйгенса (1988)[202].
- Цуцкиридзе, Леван Семёнович (95) — советский и грузинский художник, заслуженный художник Грузинской ССР[203].
- Young Dolph (36) — американский рэпер; убит[204].

## 16 ноября
- Алипий (Козолий) (50) — архиерей Украинской Православной Церкви (Московского Патриархата), митрополит Джанкойский и Раздольненский[205].
- Гурбанов, Сейфаддин Али оглы (59) — украинский скульптор, народный художник Украины[206].
- Ито, Садао[яп.] (87) — японский историк-антиковед, академик Японской академии наук (2002)[207].
- Каракоч, Сезаи (88) — турецкий поэт, писатель, философ[208].
- Ли Ён Сук[англ.] (105) — корейская политическая деятельница, депутат Верховного народного собрания КНДР (1998—2009) (о смерти объявлено в этот день)[209].
- Лосюков, Александр Прохорович (78) — российский дипломат, посол в Новой Зеландии (1992—1993), в Австралии (1993—1997), в Японии (2004—2006), заместитель министра иностранных дел (2000—2004, 2007—2008)[210].
- Моргулис, Михаил Зиновьевич (80) — русский писатель, основатель и президент организаций «Христианский мост» и «Духовная дипломатия»[211].
- Романов, Валентин Фёдорович (81) — советский и российский деятель науки, ректор Магнитогорского государственного университета (1987—2008)[212].
- Сальников, Станислав Гаврилович (73) — советский актёр, заслуженный артист России (1996)[213].
- Сорокун, Прокопий Афанасьевич (100) — советский и российский психолог и преподаватель, доктор психологических наук, профессор кафедры психологии Псковского государственного университета[214].
- Херм, Дитрих[нем.] (88) — немецкий геолог и палеонтолог, член Баварской академии наук[215].

## 15 ноября

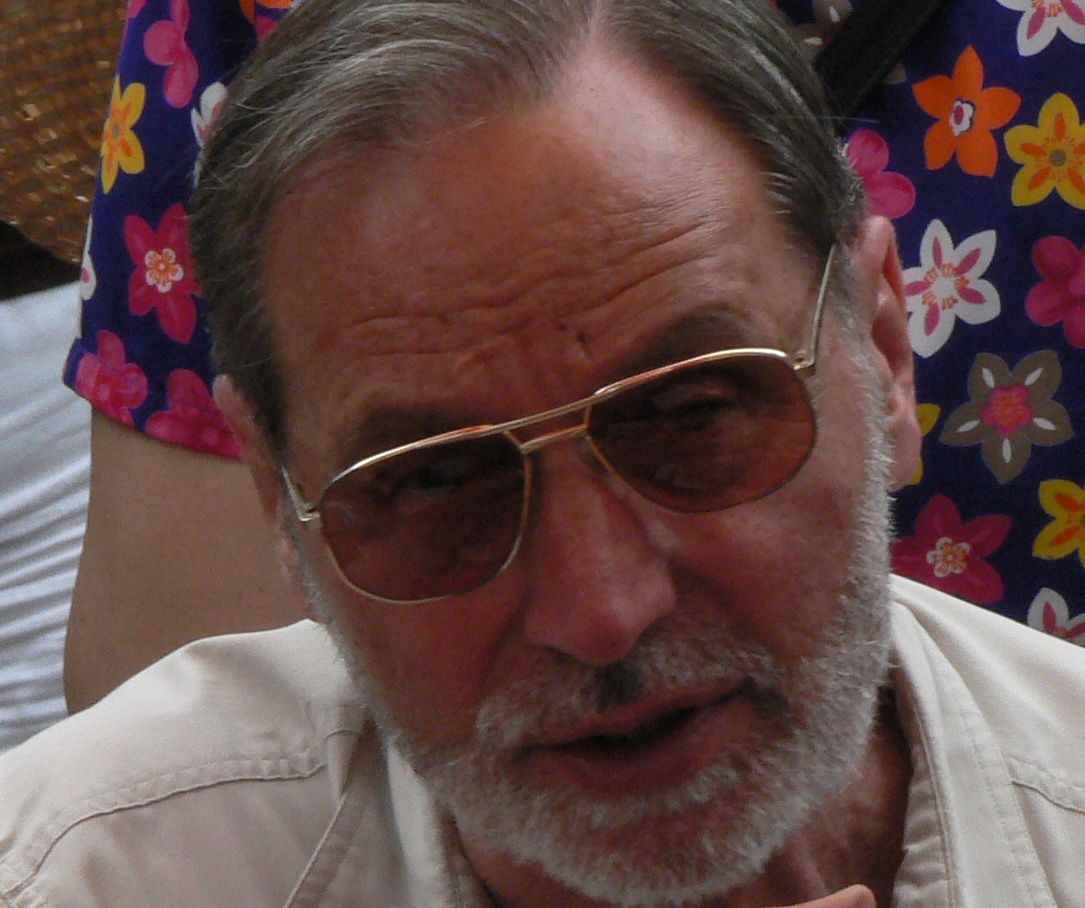
Ласло Бито

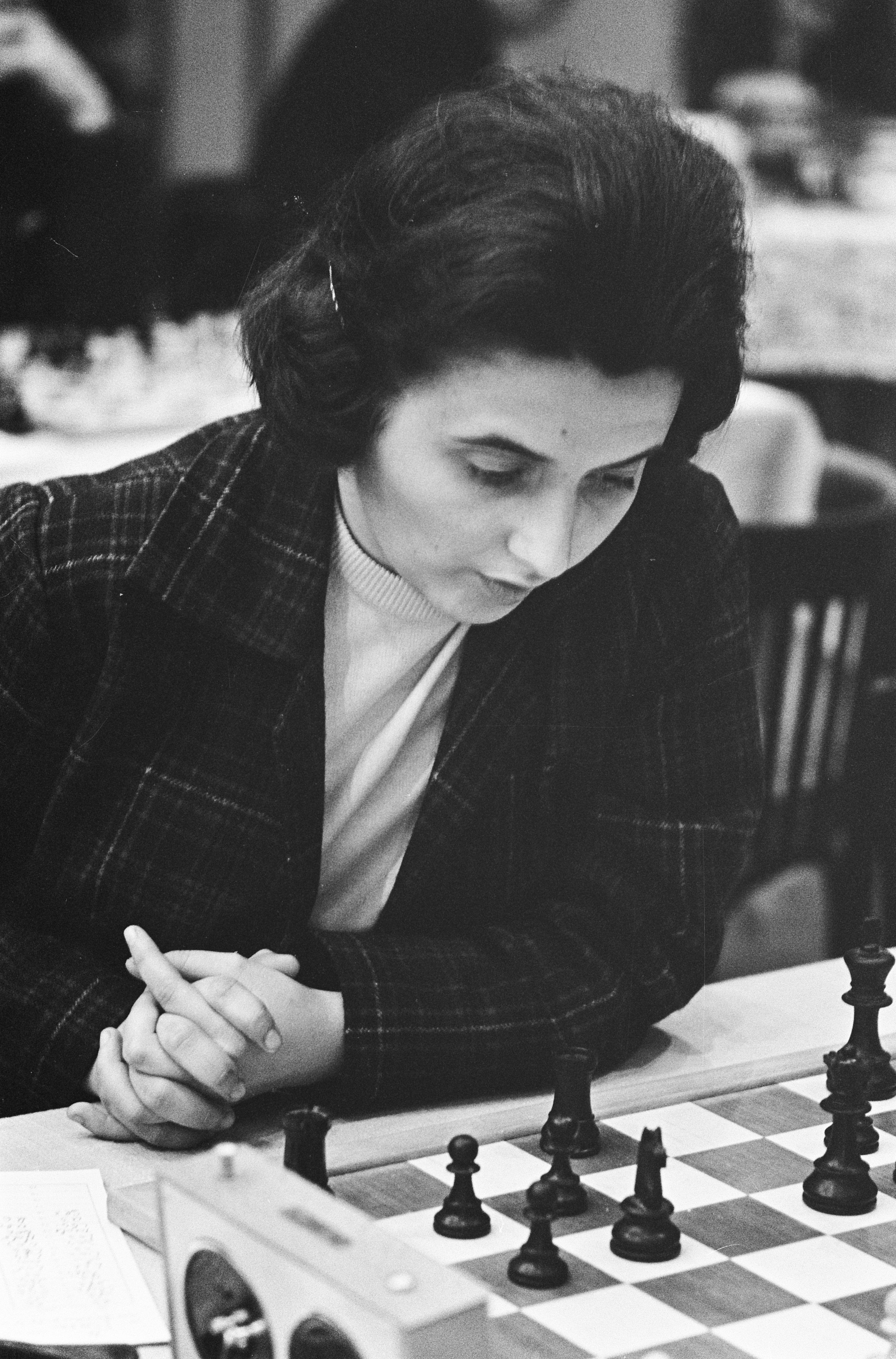
Катарина Йованович-Благоевич

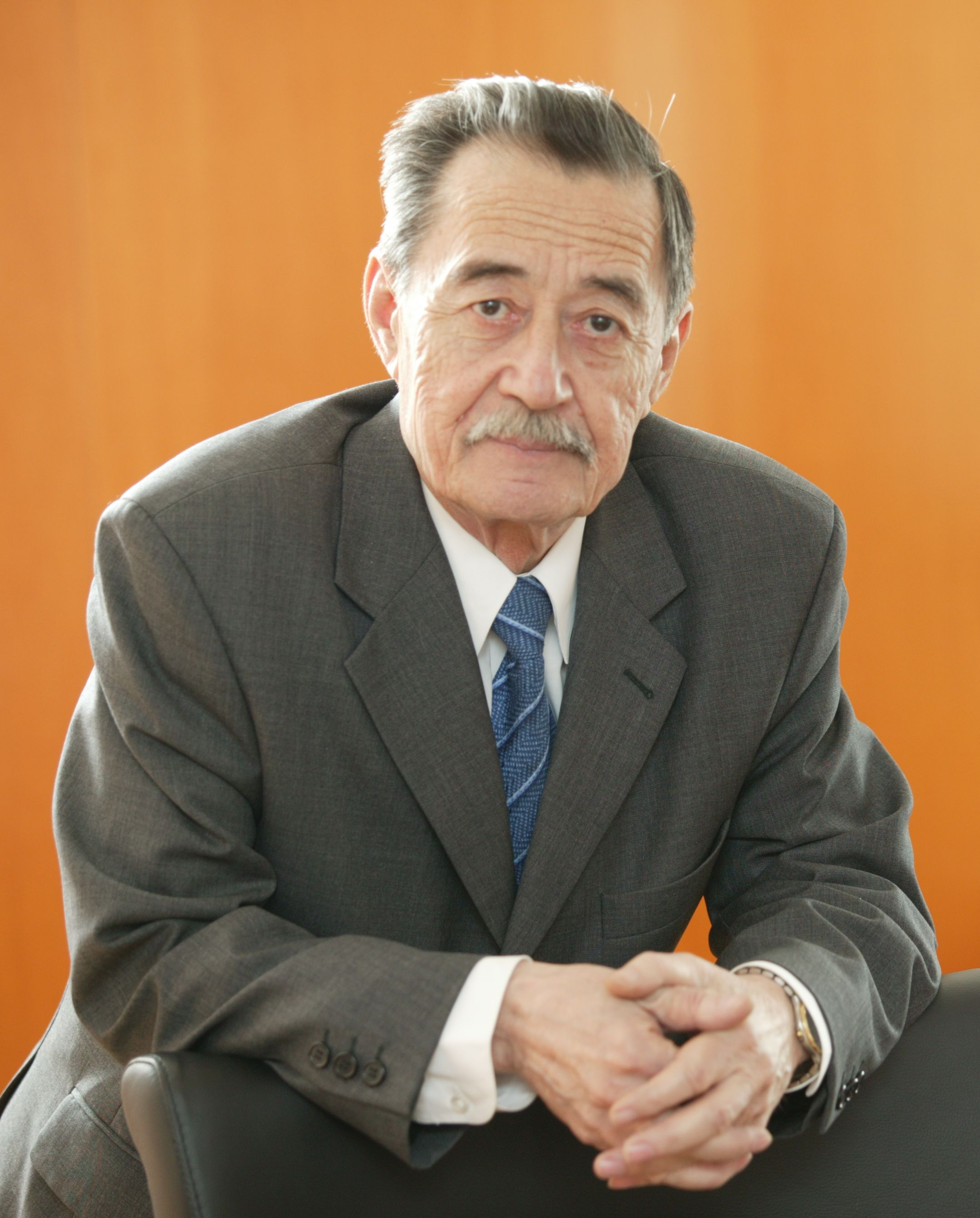
Даулет Сембаев

- Аттивор, Дзифа[англ.] (65) — ганский политический деятель, министр транспорта Ганы (2013—2015)[216].
- Бимпсон, Луис[англ.] (92) — английский футболист («Ливерпуль»)[217].
- Бито, Ласло (87) — венгерский врач и писатель (о смерти объявлено в этот день)[218].
- Бхандари, Манну[англ.] (90) — индийская писательница[219].
- Долинин, Валерий Алексеевич (68) — советский спортсмен, двукратный призёр Олимпийских игр по академической гребле (1976 и 1980), двукратный чемпион мира, заслуженный мастер спорта СССР[220].
- Йованович-Благоевич, Катарина (78) — югославская и сербская шахматистка[221].
- Левин, Юрий Васильевич (66) — российский государственный деятель, мэр Брянска (1994—1995)[222].
- Луго, Хулио[англ.] (45) — доминиканский бейсболист, чемпион Мировой серии (2007)[223].
- Мальков, Виктор Леонидович (91) — советский и российский историк-американист, заслуженный деятель науки Российской Федерации (1996)[224].
- Морозова, Татьяна Васильевна (77) — советская шахматистка[225].
- Пламмер, Джейсон[англ.] (52) — австралийский пловец, участник Летних Олимпийских игр 1988 года в Сеуле[226].
- Прошкин, Владимир Викторович (90) — советский и российский живописец и график, заслуженный художник Российской Федерации (2011)[227].
- Сеид, Аламин Мохаммед[англ.] — эритрейский государственный деятель, министр информации и культуры (1993—1996)[228].
- Сембаев, Даулет Хамитович (86) — советский и казахстанский экономист, вице-премьер (1991—1992) и первый вице-премьер (1992—1993) Казахстана, глава Национального банка (1993—1996), сенатор (1996—1997)[229].
- Финенко, Зосим Зосимович (82) — советский и российский биолог, лауреат Государственной премии Украины[230].
- Хопкинс, Ларри[англ.] (88) — американский политический деятель, член Палаты представителей (1979—1993)[231].
- Чернобаев, Виктор Максимович[бел.] (91) — советский и белорусский оперный певец (бас), солист Большого театра Беларуси (1958—2011), народный артист Белорусской ССР (1964)[232].
- Ясюнайте, Ирена[лит.] (96) — литовская оперная певица (меццо-сопрано), народная артистка Литовской ССР (1985)[233].

## 14 ноября

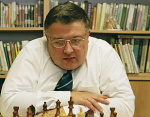
Марек Вокач

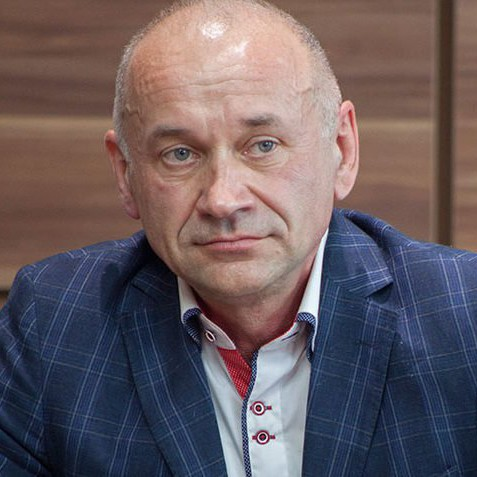
Владимир Жутенков

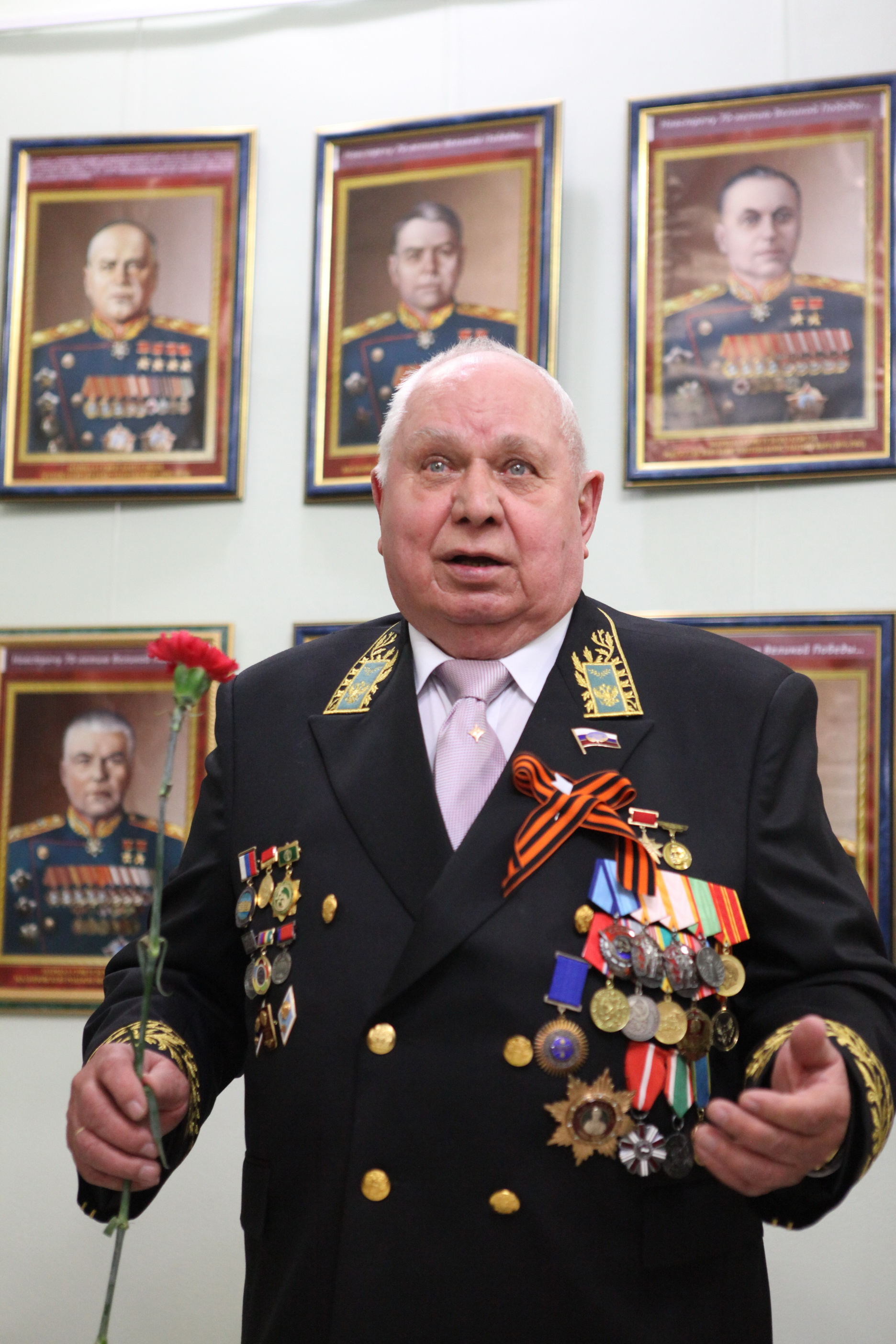
Георгий Рудов

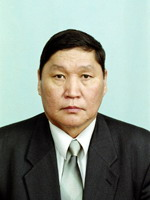
Чанмыр Удумбара

- Абакумов, Алексей Алексеевич (75) — российский учёный в области магнитной диагностики трубопроводов[234].
- Аднан, Этель (96) — арабо-американская поэтесса, эссеист и художница[235].
- Алиев, Расим Гасан оглы (87) — советский и азербайджанский архитектор, главный архитектор Баку (1965—1988), иностранный член РААСН[236].
- Аушев, Валерий Петрович (79) — советский и российский писатель, журналист и литературный переводчик[237].
- Васильев, Борис Ильич (76) — советский и российский певец и преподаватель, лауреат Всероссийского конкурса камерного пения (1982), заслуженный артист России (1996), профессор кафедры камерного пения Санкт-Петербургской государственной консерватории[238][239].
- Вокач, Марек (62) — чешский шахматист, гроссмейстер (1999)[240].
- Жутенков, Владимир Александрович (59) — российский предприниматель, депутат Государственной думы (2016—2017); несчастный случай[241].
- Олд, Берти (83) — шотландский футболист, тренер[242].
- Пиццали, Вирджинио (86) — итальянский велогонщик, чемпион летних Олимпийских игр в Мельбурне (1956)[243].
- Понгпайбун, Сомкиат[англ.] (71) — таиландский политический деятель, один из лидеров Народного союза за демократию, соучредитель Массовой партии[англ.] (2006)[244].
- Рудов, Георгий Алексеевич (82) — советский и российский дипломат, посол в Лаосе (1990—1993) и в Кыргызстане (1997—2002)[245].
- Сервос-Наварро, Хорхе[исп.] (91) — испанский патолог, гистолог и нейробиолог, отец микроциркуляции мозга[246].
- Соколов, Валерий Сергеевич (81) — советский военачальник, начальник штаба — первый заместитель командующего войсками КБВО (1983—1988), начальник штаба — первый заместитель главнокомандующего войсками Западного направления (1988—1991), генерал-полковник (1989), сын С. Л Соколова[247].
- Сорочкин, Владимир Евгеньевич (60) — российский поэт[248].
- Удумбара, Чанмыр Александрович (73) — российский деятель спецслужб, начальник управления ФСБ по Туве (1993—2001), член Совета Федерации (2001—2002), генерал-майор[249].
- Фримен, Хит[англ.] (41) — американский актёр[250].
- Хая-Мойо, Саймон[англ.] (76) — зимбабвийский государственный деятель и дипломат, министр средств массовой информации (2017—2018), посол в ЮАР (2007—2011)[251].
- Шемсединович, Рашид (80) — югославский и сербский хоккеист и хоккейный тренер, вратарь[252].

## 13 ноября

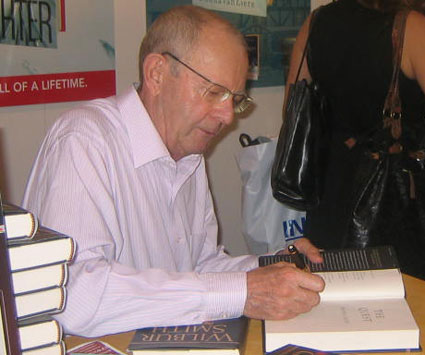
Уилбур Смит

- Аббас, Хадия Халаф (63) — сирийская политическая деятельница, спикер Народного совета Сирии (2016—2017)[253].
- Бондаренко, Анатолий Афанасьевич (77) — советский самбист и дзюдоист, пятикратный чемпион Европы по дзюдо, заслуженный мастер спорта СССР[254].
- Иво Георгиев (49) — болгарский футболист, игрок национальной сборной[255].
- Кодзати, Ахсар Магометович (84) — осетинский поэт и переводчик, народный поэт Республики Северная Осетия — Алания[256].
- Лупу, Лидия[рум.] (68) — молдавская политическая деятельница, депутат парламента Молдовы[257].
- Молочников, Валерий Викторович (85) — советский и российский учёный в области технологии переработки молока, член-корреспондент ВАСХНИЛ / РАСХН (1988—2014), член-корреспондент РАН (2014)[258].
- Пирсон, Джон (писатель)[англ.] (91) — английский писатель[259].
- Саулевич, Анатолий Владимирович (62) — советский футболист[260].
- Смит, Уилбур (88) — южноафриканский писатель[261][262].
- Фокс, Дэвид[англ.] (80) — канадский актёр[263].
- Харман, Гилберт[англ.] (83) — американский философ[264].
- Ясний, Пётр Владимирович (69) — украинский учёный в области механики, ректор Тернопольского технического университета (с 2007), член-корреспондент НАНУ (2018)[265].

## 12 ноября

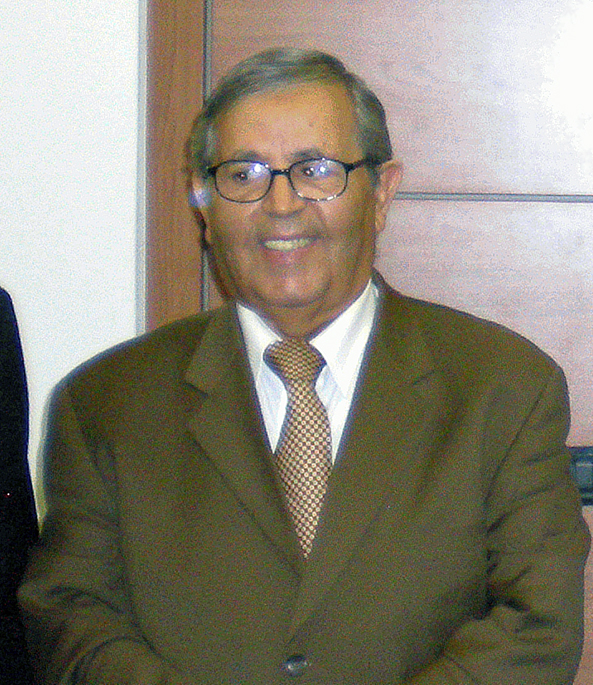
Абдул Хафиз Махмуд аль-Зулайтини

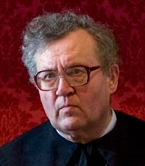
Мэтью Фестинг

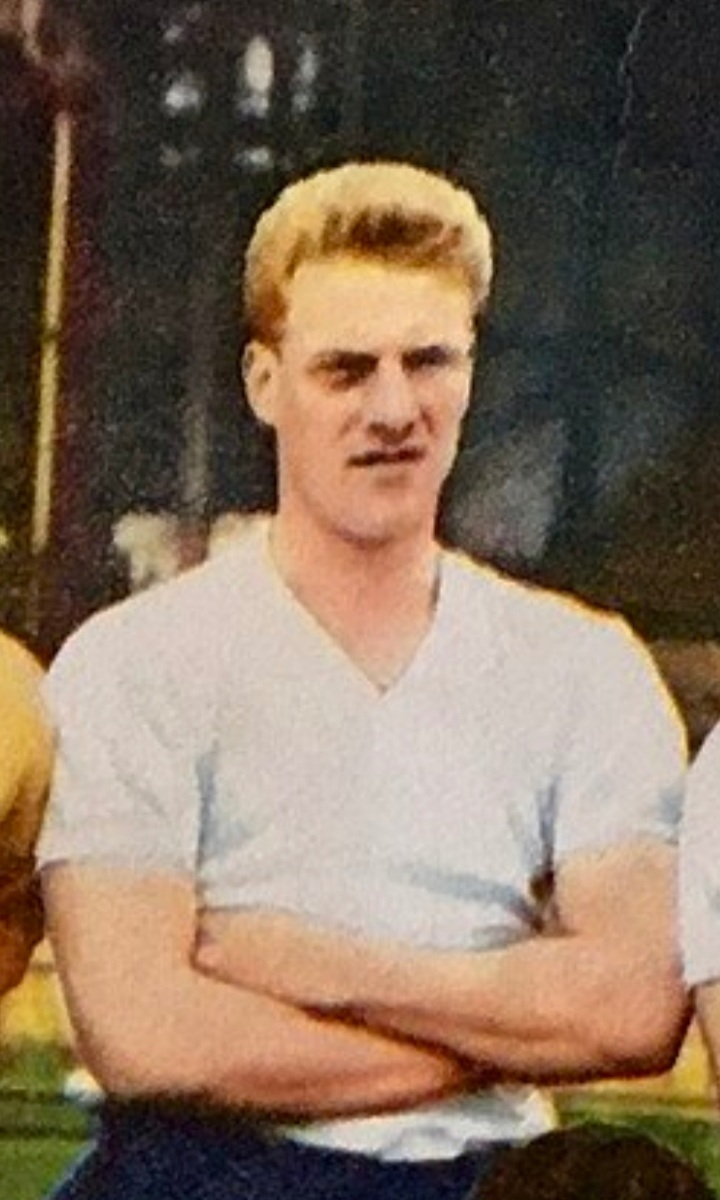
Рон Флауэрс

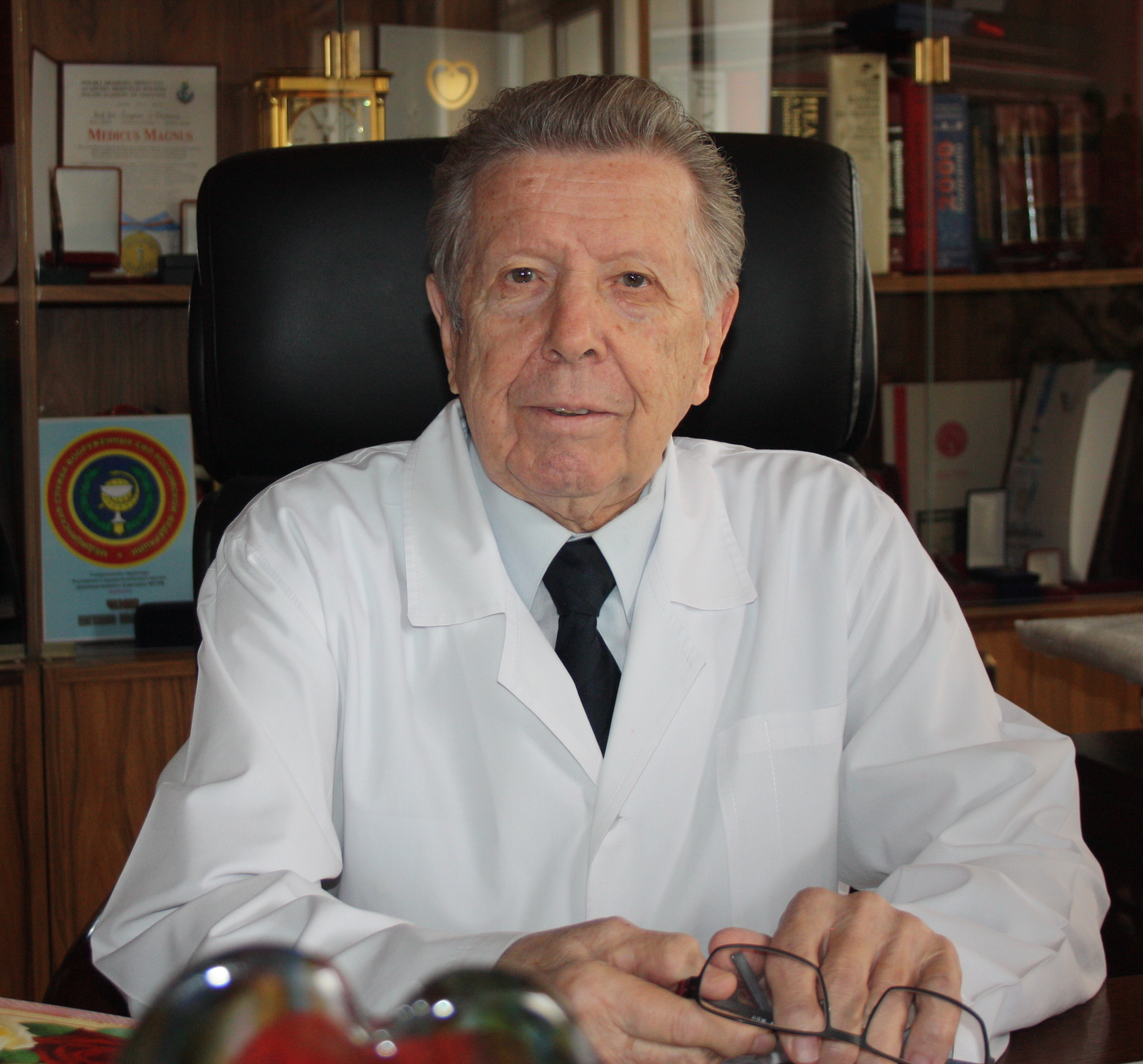
Евгений Чазов

- Адгамов, Алмас Махмутович[значимость?] (98) — советский и российский военачальник, генерал-майор, участник Великой Отечественной войны[266].
- Абдул Хафиз Махмуд аль-Зулайтини (83) — ливийский банкир, глава Центрального банка Ливии (1990—1996, 2011)[267].
- Абросимов, Геннадий Егорович (82) — советский и российский промышленный и общественный деятель[268].
- Бондаренко, Игорь Викторович (55) — российский актёр театра (ФЭСТ) и кино, заслуженный артист России (2004)[269].
- Дэвис, Стивен (82) — американский математик-прикладник, член Национальной инженерной академии США (1994)[270].
- Картавенко, Валентин Леонидович (63) — российский фотограф и дизайнер (прощание состоялось в этот день)[271].
- Коняев, Петр Григорьевич (95) —  ветеран Великой Отечественной войны, Почётный профессор НИУ «БелГУ», бывший ректор Белгородского государственного педагогического института им. М.С. Ольминского (1974—1986)[272].
- Ленёв, Александр Иванович (77) — советский футболист («Торпедо» Москва), чемпион СССР (1965), обладатель Кубка СССР (1968)[273].
- Соболев, Михаил Аркадьевич (84) — советский и российский дипломат, посол в Гайане и (по совместительству) в Тринидаде и Тобаго (1989—1995)[274].
- Урушадзе, Тенгиз (81) — грузинский почвовед, академик НАН Грузии (2000)[275].
- Фестинг, Мэтью (71) — Князь и Великий магистр Мальтийского ордена (2008—2017)[276].
- Флауэрс, Рон (87) — английский футболист, чемпион мира в составе национальной сборной (1966)[277].
- Чазов, Евгений Иванович (92) — советский и российский кардиолог, академик АМН СССР / РАМН (1971—2013), академик РАН (1991; академик АН СССР с 1979), министр здравоохранения СССР (1987—1990), Герой Социалистического Труда (1978)[278].

## 11 ноября

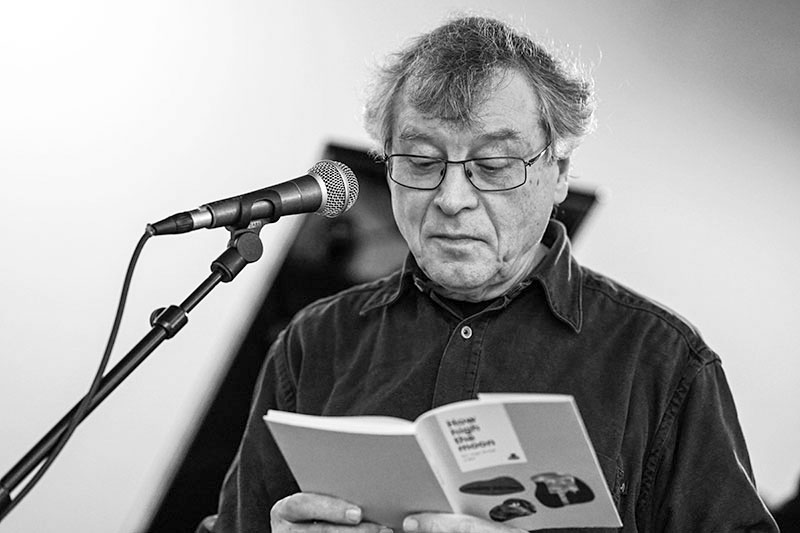
Пер Оге Брандт

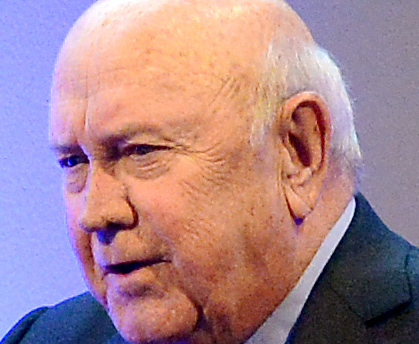
Фредерик де Клерк

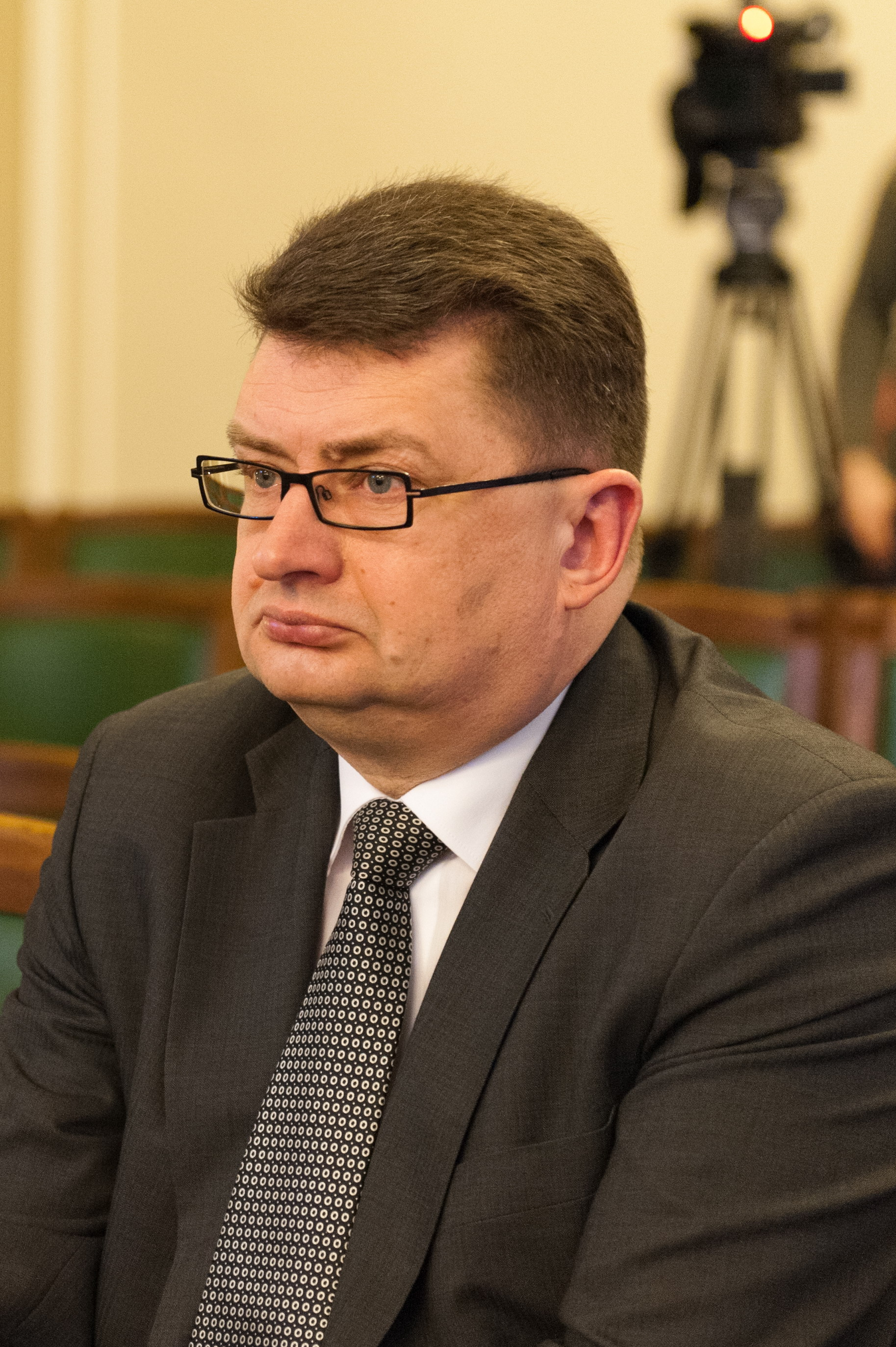
Янис Майзитис

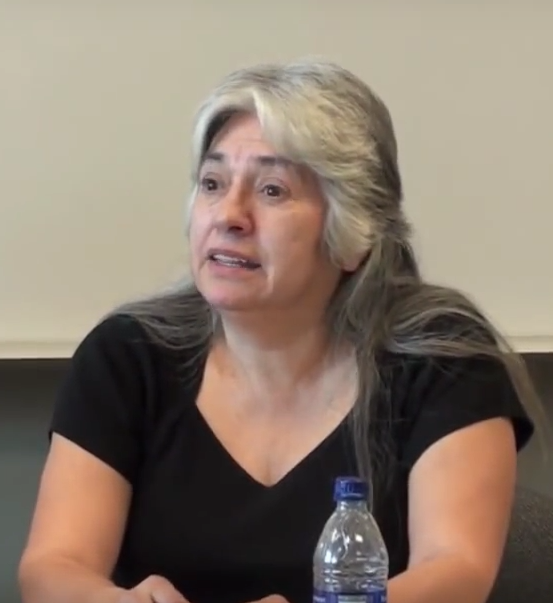
Ли Мэрэкл

- Брандт, Пер Оге (77) — датский писатель, поэт, филолог и музыкант[279].
- Грибов, Лев Александрович (88) — советский и российский физик и физикохимик, член-корреспондент РАН (1997)[280].
- Де Вриз, Глен[англ.] (49) — американский предприниматель, космический турист; авиакатастрофа[281].
- Дидерихсен, Ульф[нем.] (58) — немецкий химик, член (с 2012) и президент (с 2020) Гёттингенской академии наук[282].
- Клерк, Фредерик Виллем де (85) — президент ЮАР (1989—1994), лауреат Нобелевской премии мира (1993)[283].
- Коклюшкин, Виктор Михайлович (75) — советский и российский писатель-сатирик, эстрадный драматург, сценарист, телеведущий[284].
- Коппер, Хильмар[нем.] (86) — немецкий банкир, председатель правления Deutsche Bank (1989—1997)[285].
- Куксин, Алексей Никифорович (90) — советский и российский партийный и общественный деятель, ректор Смоленского государственного института физкультуры и Смоленского государственного педагогического университета[286].
- Ли Инъюань[англ.] (68) — тайваньский государственный деятель, министр по охране окружающей среды (2016—2018)[287].
- Майзитис, Янис (60) — генеральный прокурор Латвии (2000—2010), директор SAB (с 2013)[288].
- Миколай, Ага[англ.] (50) — польская оперная певица (сопрано)[289].
- Мэрэкл, Ли (71) — канадская поэтесса и писательница[290].
- Нуньес, Габриэль (79) — мексиканский футболист, игрок национальной сборной, участник чемпионата мира (1966)[291]
- Фавелл, Харрис[англ.] (92) — американский политический деятель, член Палаты представителей (1985—1999)[292].
- Чихачёв, Геннадий Александрович (68) — основатель и художественный руководитель Московского детского музыкального театра (с 1987), заслуженный деятель искусств Российской Федерации (2006)[293].
- Шульгин, Сергей Николаевич (65) — советский и российский государственный и политический деятель, депутат Государственной Думы I созыва (1993—1995)[294].
- Эдж, Грэм (80) — английский музыкант, автор песен, барабанщик (The Moody Blues, The Graeme Edge Band)[295].
- Яшин, Сергей Васильевич (67) — российский деятель образования и спорта, автор-исполнитель и поэт[296].

## 10 ноября

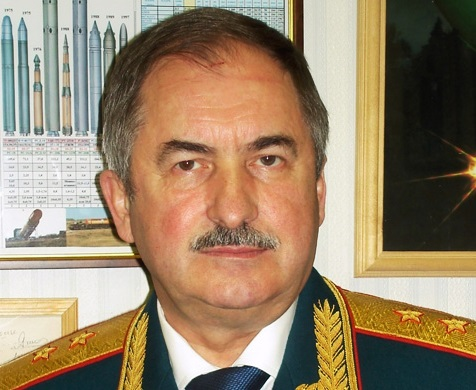
Владимир Болысов

- Болысов, Владимир Иванович (84) — начальник Главного управления ракетного вооружения РВСН РФ (1995—1998), генерал-лейтенант (1993), Герой Российской Федерации (1997)[297].
- Горский, Вячеслав Лазаревич (68) — российский джазовый пианист, певец, композитор и продюсер[298].
- Гузик, Николай Петрович[укр.] (80) — советский и украинский учитель, народный учитель Украины (2010)[299].
- Жбирка, Мирослав[словац.] (69) — чехословацкий и словацкий певец и автор песен[300].
- Касрави, Фарук[англ.] (79) — иорданский государственный деятель, министр иностранных дел Иордании (2005)[301].
- Кузьмин, Геннадий Михайлович (79) — советский и российский скрипач и концертмейстер, народный артист Российской Федерации (1997)[302].
- Сирри, Газбия[англ.] (96) — египетская художница[303].
- Хананашвили, Яков Абрамович (70) — советский и российский физиолог, доктор медицинских наук, профессор Ростовского государственного медицинского университета[304].
- Шихвамени, Игнасиус[англ.] (55) — намибийский политический деятель, основатель и лидер Всенародной партии (с 2008 года)[305].
- Эмрич, Клайд[нем.] (90) — американский тяжелоатлет, мировой рекордсмен[306].

## 9 ноября

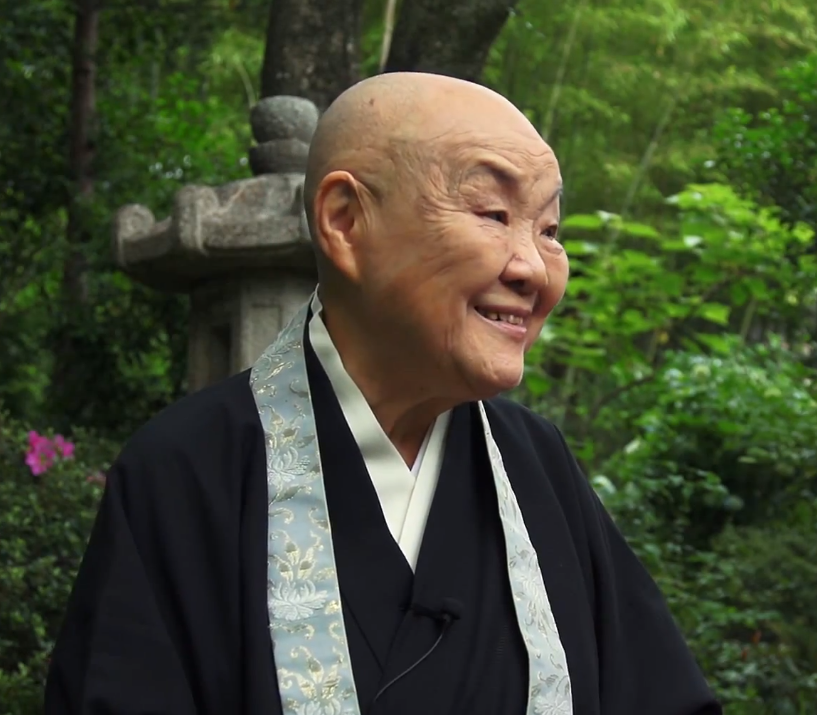
Дзякутё Сэтоути

- Дебабов, Дмитрий Дмитриевич (76) — советский и российский фотожурналист, сын Д. Г. Дебабова[307][308].
- Зальхер, Герберт[нем.] (92) — австрийский государственный деятель, министр финансов (1981—1984)[309].
- Зенин, Леонид Николаевич (90) — русский поэт и прозаик[310].
- Карри, Остин[англ.] (82) — ирландский государственный деятель, министр юстиции (1994—1997)[311].
- Кинселла, Джон (89) — ирландский композитор[312].
- Клеланд, Макс[англ.] (79) — американский политический деятель, сенатор (1997—2003)[313].
- Куликов, Дмитрий Иванович (75) — советский и российский художник-мультипликатор[314].
- Ольшанский, Василий Павлович (77) — советский и украинский физик и педагог, доктор физико-математических наук, профессор[315].
- Ралло, Сергей Николаевич (74) — советский и российский поэт[316].
- Резенде, Ирис[порт.] (87) — бразильский государственный деятель, министр юстиции (1997—1998), губернатор Гояса (1983—1986, 1991—1994)[317].
- Саранчук, Владимир Михайлович (84) — советский и украинский режиссёр и актёр, художественный руководитель Днепропетровского театра драмы и комедии (1976—2000), народный артист Украины (1994)[318].
- Сэтоути, Дзякутё (99) — японская буддистская монахиня, писательница и общественный деятель[319].
- Чарквиани, Гела Кандидович (82) — грузинский писатель и дипломат, посол Грузии в Великобритании и Ирландии (2006—2011), сын Кандида Чарквиани[320].

## 8 ноября

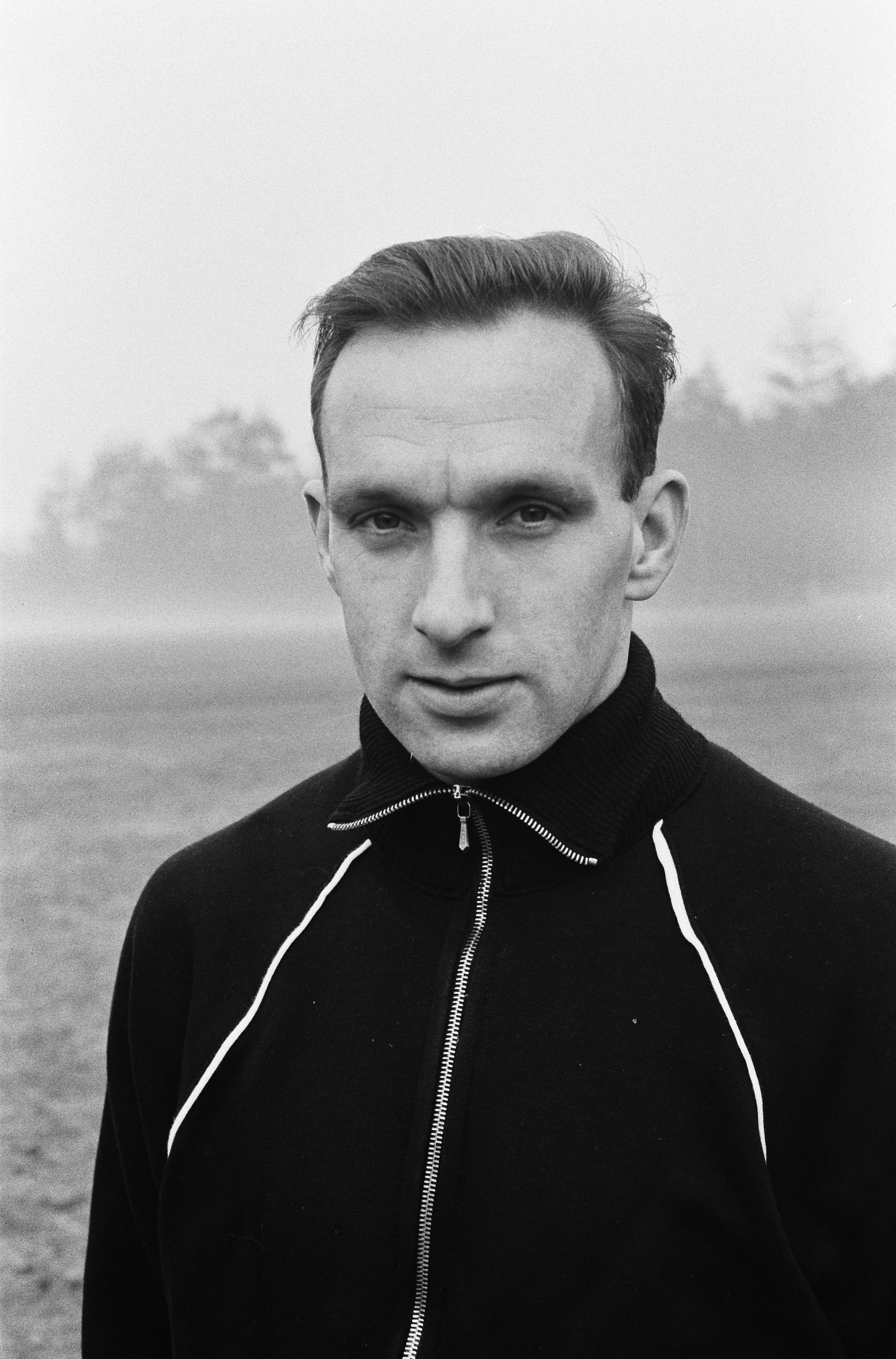
Ринус Беннарс

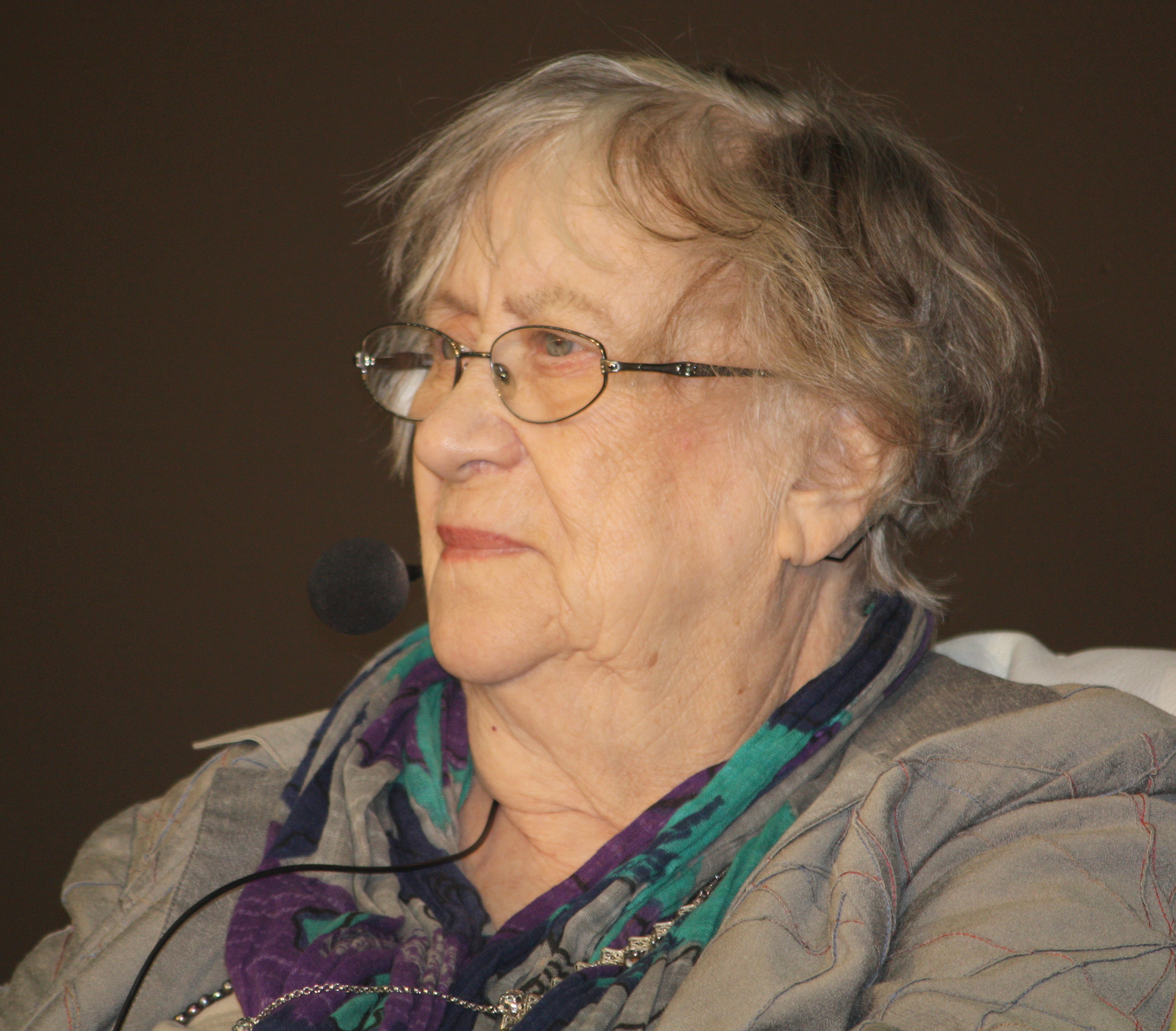
Кирси Куннас

- Агилар, Амалия (97) — мексиканская киноактриса[321].
- Беннарс, Ринус (90) — нидерландский футболист, игрок «Фейеноорда» и национальной сборной[322].
- Диксон, Медина (59) — американская баскетболистка, бронзовый призёр летних Олимпийских игр в Барселоне (1992), чемпионка мира (1990)[323].
- Долгов, Андрей Леонтьевич (76) — советский боксёр, советский и латвийский тренер по боксу[324].
- Контарев, Иван Ильич (91) — докер Мурманского морского торгового порта, Герой Социалистического Труда (1966)[325].
- Куннас, Кирси (96) — финская поэтесса и писательница[326].
- Кутилин, Владимир Александрович (90) — советский и российский живописец, народный художник Российской Федерации (2011)[327][328].
- Кязимов, Аббас Алескер оглы[азерб.] (65) — азербайджанский художник, почётный зарубежный член РАХ (2012)[329].
- Маллах, Махлага (104) — иранская защитница природы[330].
- Оливье, Франк[фр.] (73) — бельгийский певец и автор песен[331].
- Попова, Мария Георгиевна (92) — крановщица Находкинского торгового порта, Герой Социалистического Труда (1960)[332].
- Ткаченко, Орест Борисович (95) — советский и украинский языковед, член-корреспондент НАНУ (1995)[333].
- Шляпин, Михаил Александрович (77) — российский строитель и политический деятель, член Совета Федерации (1994—1996)[334].

## 7 ноября

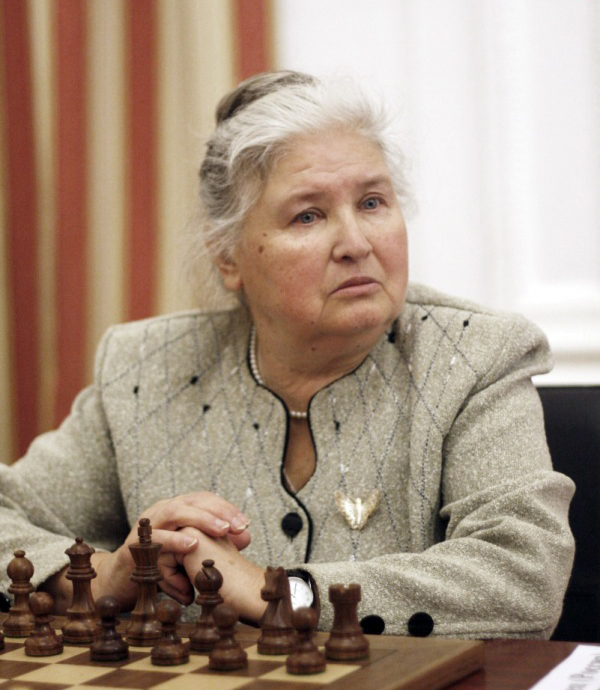
Людмила Белавенец

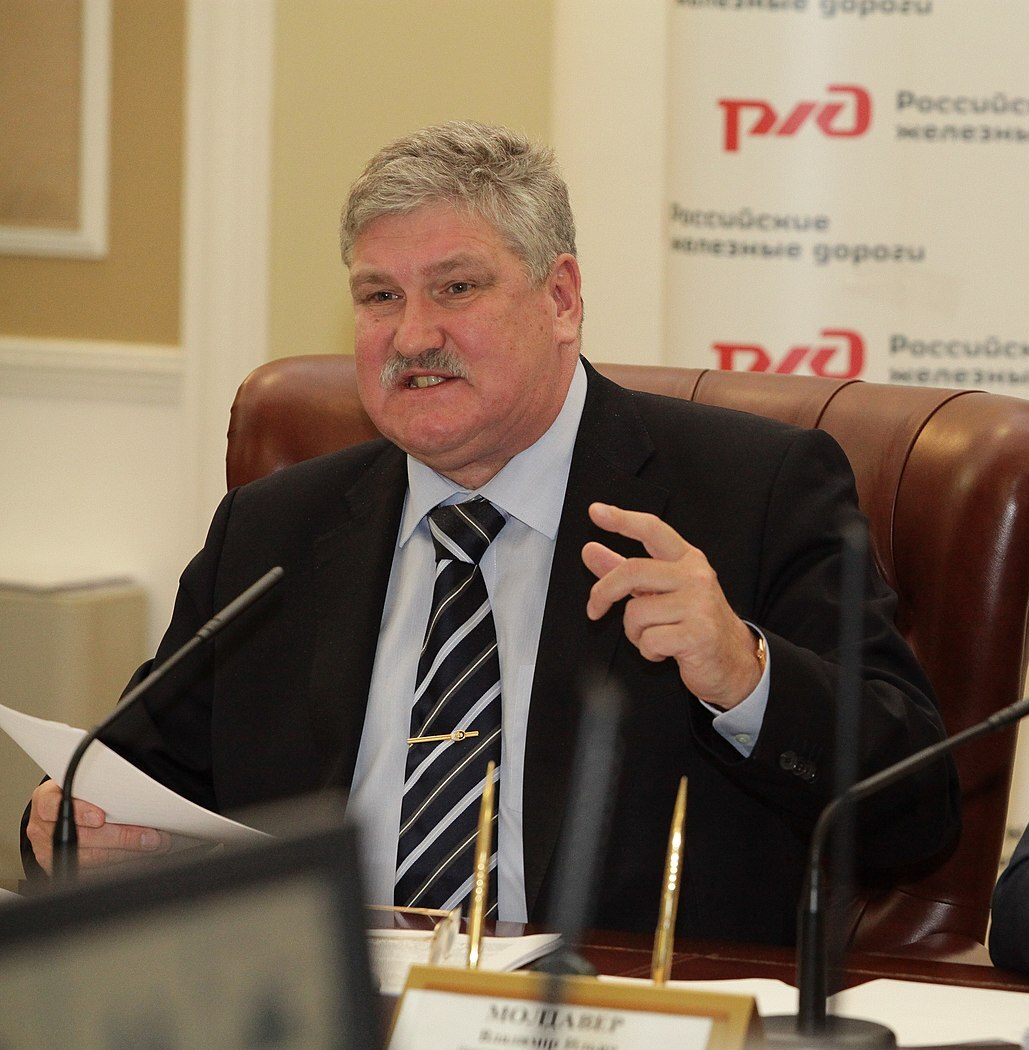
Вадим Морозов

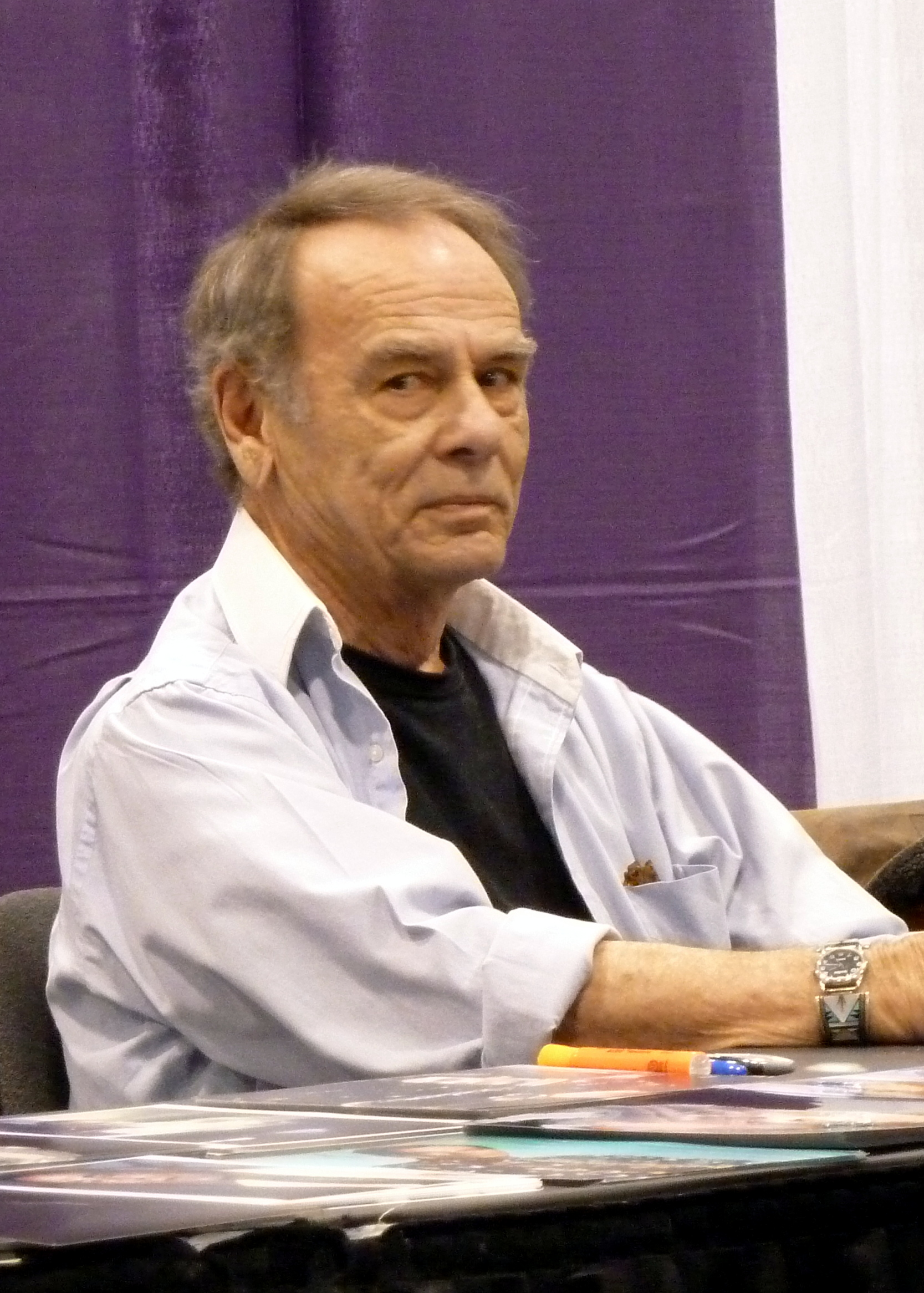
Дин Стоквелл

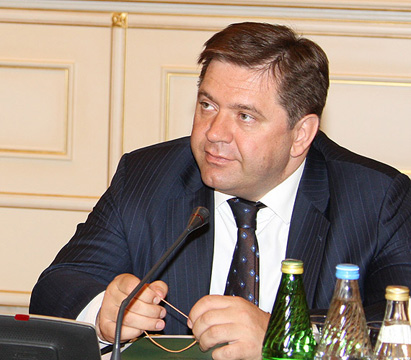
Сергей Шматко

- Белавенец, Людмила Сергеевна (81) — советская и российская шахматистка, чемпионка мира по переписке (1984—1992), заслуженный мастер спорта СССР (1990)[335].
- Гоббо, Джеймс (90) — австралийский государственный деятель, губернатор Виктории (1997—2000)[336].
- Елохин, Александр Александрович (90) — советский государственный и партийный деятель, председатель Братского горисполкома (1977—1978), первый секретарь Братского горкома КПСС (1978—1983)[337].
- Йовенко, Светлана Андреевна[укр.] (76) — украинская поэтесса, прозаик, публицист и переводчик[338].
- Камовский, Владлен Александрович (84) — советский и российский художник, заслуженный художник Российской Федерации[339].
- Ковач, Бела (84) — венгерский кларнетист[340].
- Колесник, Анатолий Иванович (77) — советский передовик сельскохозяйственного производства, полный кавалер ордена Трудовой Славы, заслуженный механизатор сельского хозяйства Российской Федерации[341].
- Лимузи, Жак[фр.] (95) — французский политический деятель, депутат парламента Франции[342].
- Морозов, Вадим Николаевич (67) — российский руководящий деятель железнодорожного транспорта, министр путей сообщения Российской Федерации (2003—2004), первый вице-президент РЖД (2005—2015)[343].
- Никулин, Игорь Юрьевич (61) — советский и российский метатель молота, бронзовый призёр летних Олимпийских игр в Барселоне (1992)[344].
- Роча, Энрике (81) — мексиканский актёр[345].
- Стоквелл, Дин (85) — американский актёр[346][347].
- Сторож, Олег Георгиевич[укр.] (72) — советский и украинский математик, доктор физико-математических наук, профессор Львовского национального университета имени Ивана Франко[348]
- Шелкова, Галина Дмитриевна (81) — советская и российская актриса, народная артистка Российской Федерации (2000)[349].
- Шматко, Сергей Иванович (55) — российский государственный деятель, министр энергетики Российской Федерации (2008—2012)[350].

## 6 ноября

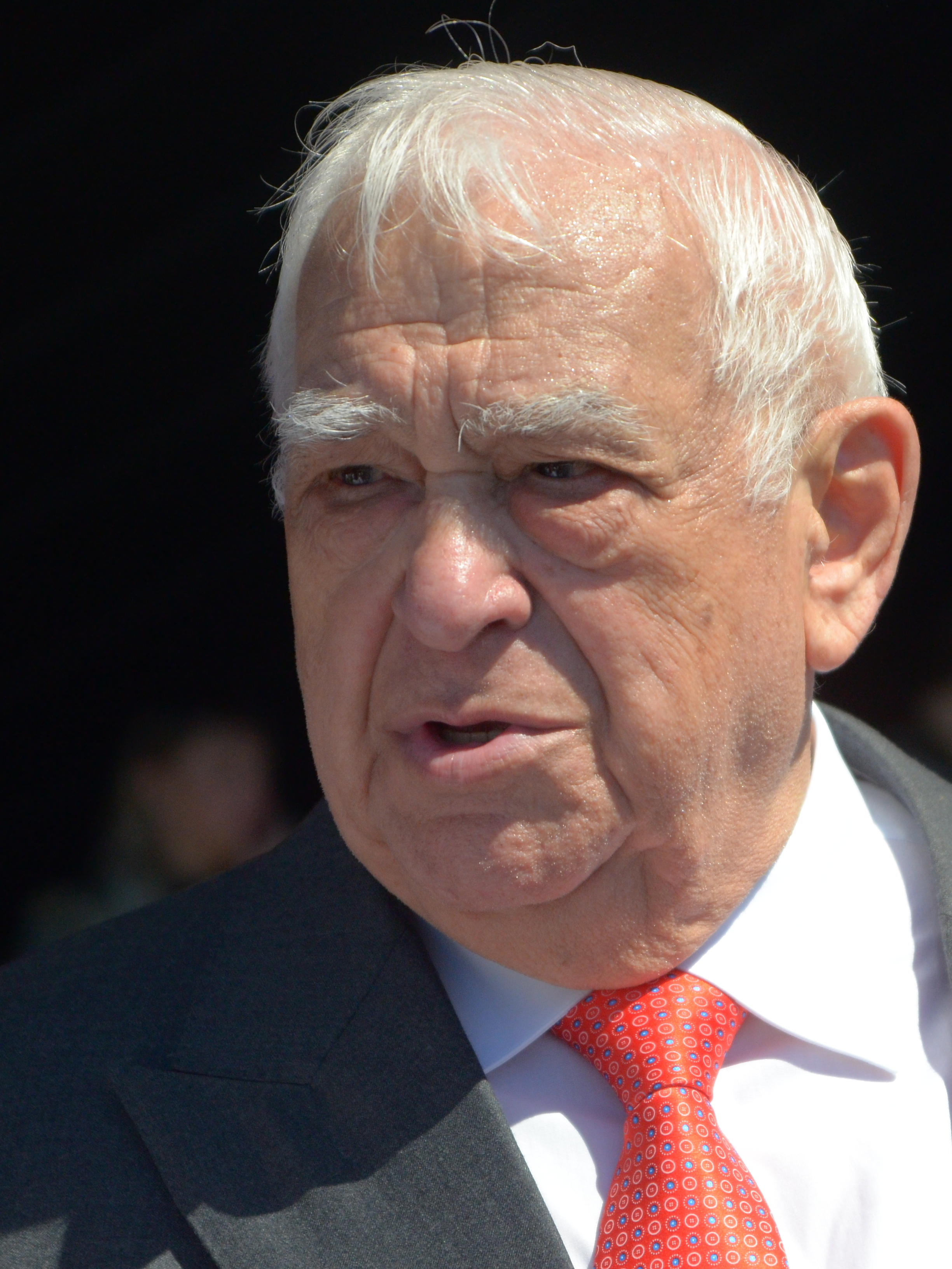
Ефим Звягильский

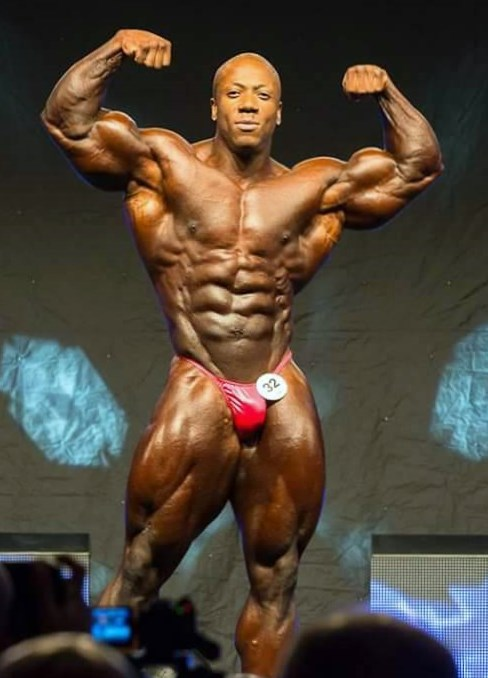
Шон Роден

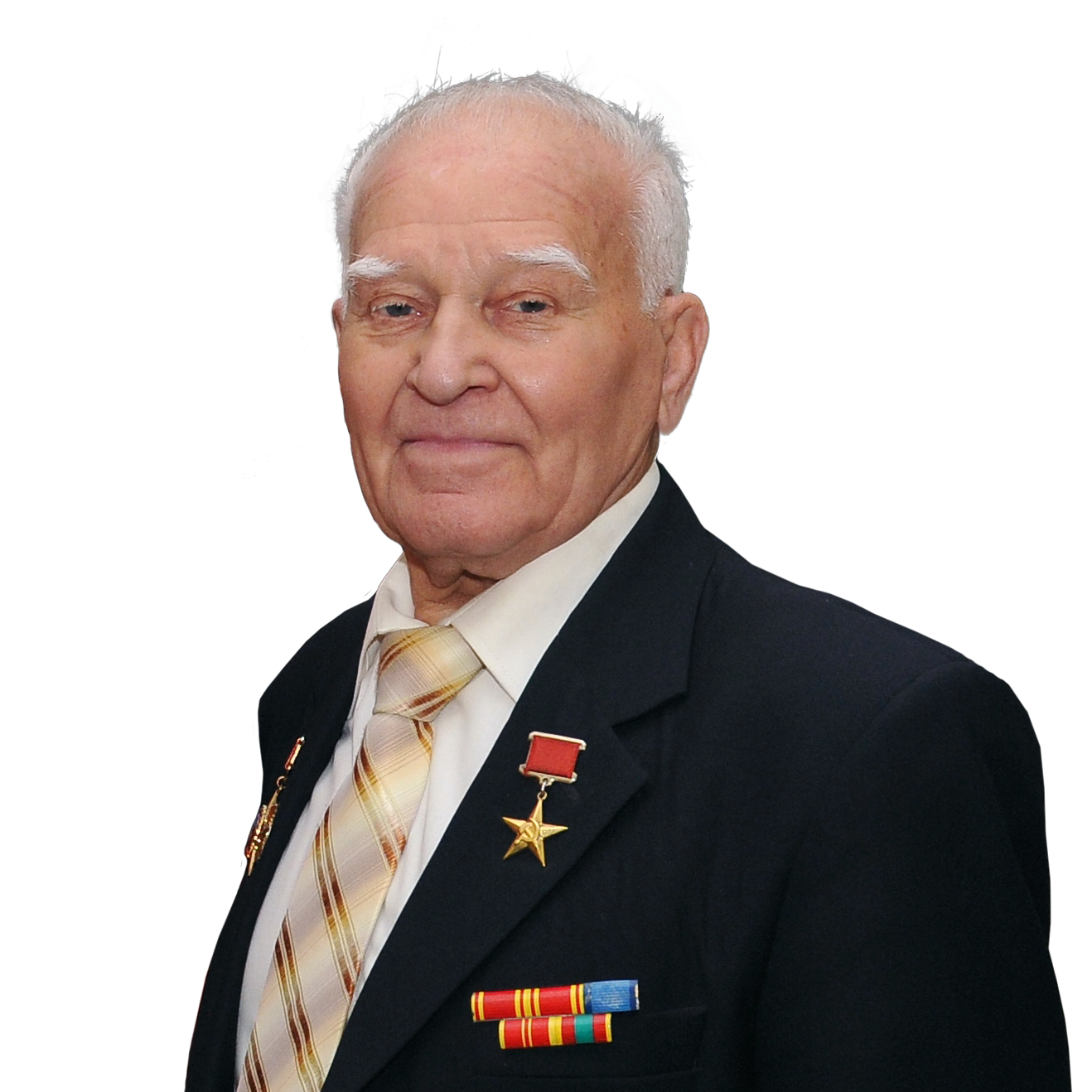
Серафим Шеховцов

- Балахметов, Кожахмет Балахметович (95) — советский и казахский педагог, историк, государственный и общественный деятель, министр просвещения Казахской ССР (1974—1987)[351].
- Бонмарьяж, Ману[фр.] (80) — бельгийский кинорежиссёр[352].
- Вдовин, Геннадий Викторович (60) — российский искусствовед, директор музея-усадьбы «Останкино» (с 1993)[353].
- дус Сантус, Луис Антониу[порт.] (57) — бразильский марафонец, бронзовый призёр чемпионата мира по лёгкой атлетике (1995), двукратный победитель Чикагского марафона (1993, 1994), победитель Фукуокского марафона (1995)[354].
- Звягильский, Ефим Леонидович (88) — советский хозяйственный и украинский государственный деятель, и. о. премьер-министра Украины (1993—1994), Герой Социалистического Труда (1986), Герой Украины (2003)[355].
- Зукорлич, Муамер[англ.] (51) — сербский политический деятель, член (2016—2020) и вице-президент (с 2020) Народной скупщины Сербии[356].
- Ильницкий, Иван Григорьевич[укр.] (73) — советский и украинский врач-фтизиатр, доктор медицинских наук, профессор, заслуженный деятель науки и техники Украины (2006)[357].
- Клив, Морин (87) — британская журналистка[358].
- Лазаревская, Юлия Леонидовна (76) — советский и украинский сценарист, режиссёр-документалист и художник[359].
- Маскаев, Михаил Иванович[значимость?] (70 или 71) — российский писатель[360].
- Молнар, Павол (85) — чехословацкий футболист[361].
- Риверо, Рауль (75) — кубинский поэт, журналист и диссидент, лауреат Всемирной премии ЮНЕСКО за вклад в дело свободы печати имени Гильермо Кано (2004)[362].
- Роден, Шон (46) — американский бодибилдер, обладатель титула «Мистер Олимпия» (2018)[363].
- Роквич, Маринко[серб.] (67) — югославский и сербский певец, лауреат национальной музыкальной премии за жизненные достижения(2019)[364].
- Сапунов, Пётр Егорович (85) — советский передовик сельскохозяйственного производства, Герой Социалистического Труда (1961) (о смерти объявлено в этот день)[365].
- Сиган, Лейзор Шулимович (98) — сотрудник советского и российского иновещания, заслуженный работник культуры РСФСР[366].
- Сидибе, Сиссе[англ.] (73) — премьер-министр Мали (2011—2012)[367].
- Старкель, Лешек (90) — польский географ и геолог, действительный член Польской академии наук (1997)[368].
- Уилсон, Теренс[англ.] (64) — британский рок-музыкант, вокалист регги-группы UB40, известный под псевдонимом Astro[369].
- Усач, Григорий Давидович[укр.] (87) — украинский и еврейский поэт, прозаик, драматург[370].
- Шеховцов, Серафим Григорьевич (93) — советский передовик промышленного производства, Герой Социалистического Труда (1981)[371].

## 5 ноября

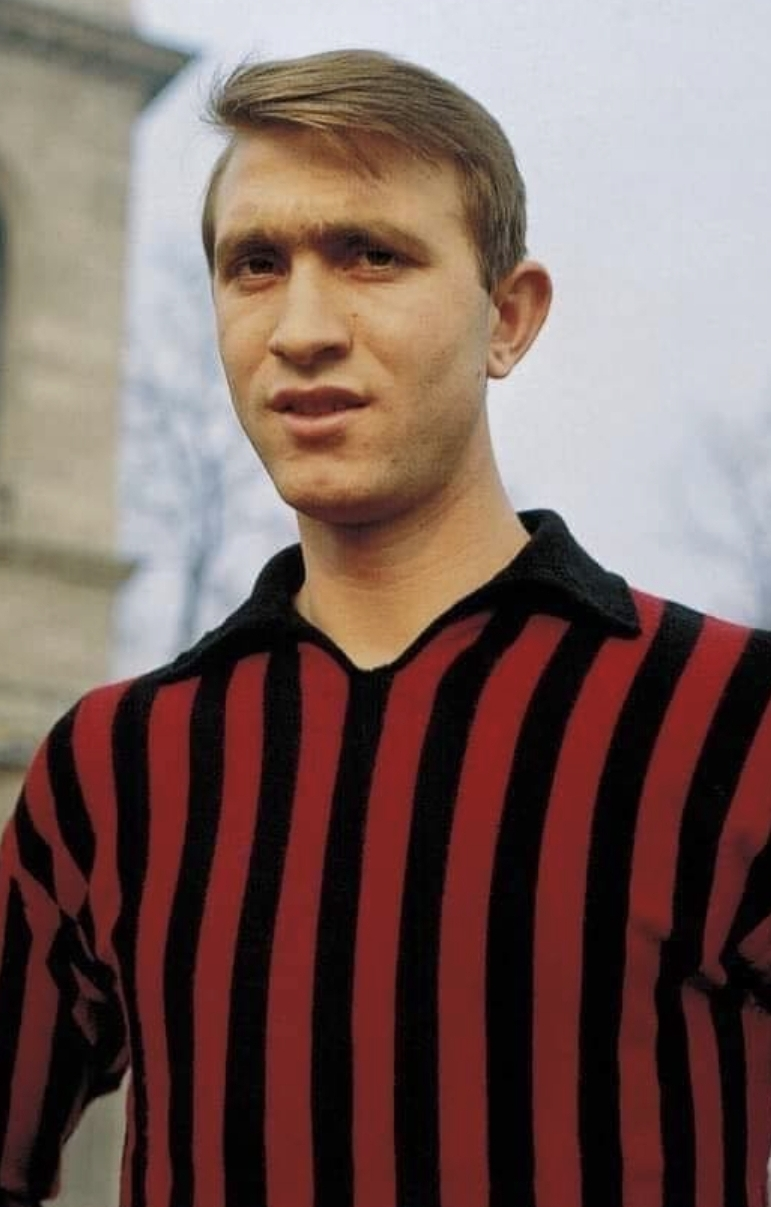
Луиджи Мальдера

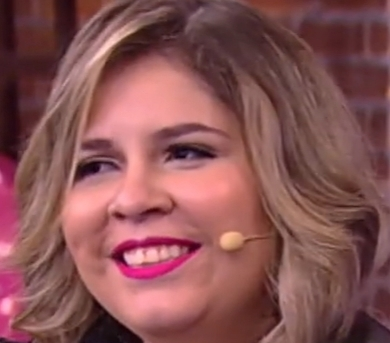
Марилия Мендонса

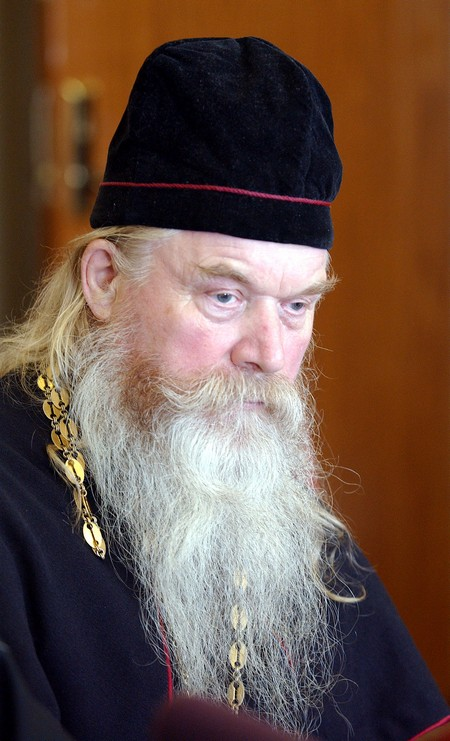
Силуян (Килин)

- Бебешко, Владимир Григорьевич[укр.] (83) — украинский педиатр-гематолог и радиопатолог, член-корреспондент НАМН Украины (2002)[372].
- Бёрнс, Чарли[англ.] (85) — канадский хоккеист, чемпион мира в составе национальной сборной (1958)[373].
- Вайгин, Константин Геннадьевич (57) — советский биатлонист, белорусский, украинский и российский тренер по биатлону[374].
- Гжегорчик, Ришард (82) — польский футболист, игрок национальной сборной страны[375].
- Джонс, Мей[англ.] (68) — валлийский актёр и сценарист, лауреат премии BAFTA Cymru (1993)[376]. (О смерти объявлено в этот день).
- Колбергс, Андрис Леонидович (82) — латышский писатель[377].
- Мальдера, Луиджи (75) — итальянский футболист («Милан», «Эллас Верона»)[378].
- Мендонса, Марилия (26) — бразильская певица, лауреат премии Latin Grammy (2019); авиакатастрофа[379].
- Мурадов, Видади Айдын оглу (65) — азербайджанский учёный, эксперт по коврам, историк[380].
- Нхел, Нгуон[англ.] (78) — камбоджийский государственный деятель, министр сельского хозяйства (1989—1993)[381].
- Орлов, Александр Александрович (67) — советский хоккеист («Спартак» Москва)[382].
- Пашек, Душан[англ.] (36) — словацкий хоккеист, спортивный функционер; самоубийство[383][384].
- Силуян (Килин) (82) — архиерей РПСЦ, епископ Новосибирский и всея Сибири (с 1992)[385].

## 4 ноября

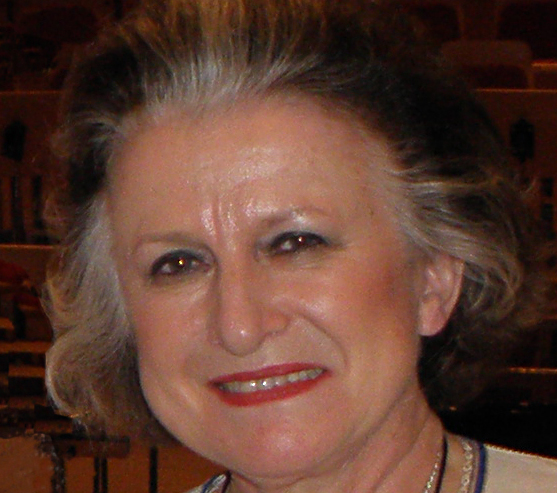
Иоанна Бруздович

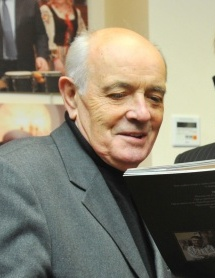
Георгий Крючков

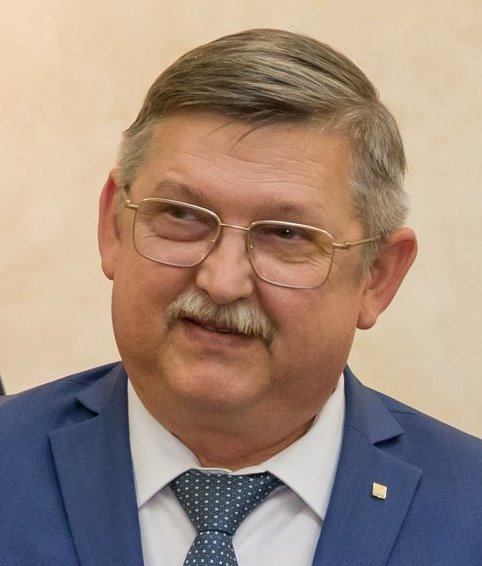
Владимир Куликов

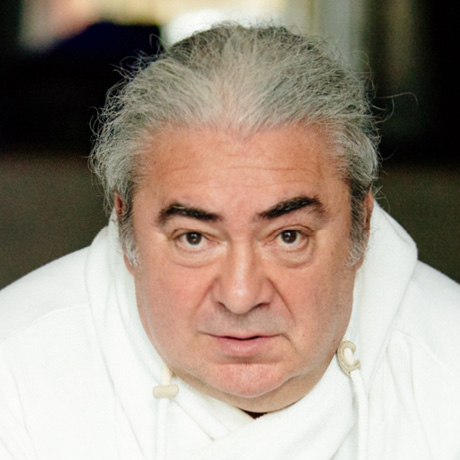
Виталий Малахов

- Блэр, Лайонел[англ.] (92) — британский актёр, хореограф и шоумен[386].
- Бруздович, Иоанна (78) — польский композитор[387].
- Власий (Перегонцев) (87) — священнослужитель Русской православной церкви, схиархимандрит, духовник Пафнутьево-Боровского монастыря (1991—1998 и с 2003)[388].
- Дондуа, Арчил Карпезович (92) — советский и российский эмбриолог и биолог развития[389].
- Жукова, Ольга Михайловна (95) — советский и российский музыкант и музыкальный педагог, заслуженная артистка России, профессор Московской консерватории им. П. И. Чайковского[390].
- Захаров, Анатолий Александрович (81) — советский и российский энтомолог, сотрудник ИПЭЭ РАН[391].
- Зыкин, Владимир Александрович (86) — советский и российский генетик растений, академик РАСХН (1997—2013), академик РАН (2013)[392].
- Князев, Николай Николаевич (64) — заслуженный тренер России по биатлону[393].
- Коллинз, Барбара-Роуз[англ.] (82) — американский политический деятель, член Палаты представителей (1991—1997)[394].
- Крючков, Георгий Корнеевич (92) — советский партийный деятель, первый секретарь Одесского обкома КП Украины (1988—1990)[395].
- Куликов, Владимир Иванович (55) — российский государственный деятель, мэр Стерлитамака (2016—2021)[396].
- Лависта, Марио[исп.] (78) — мексиканский композитор, лауреат премии Томаса Луиса де Виктории[исп.] (2013)[397].
- Левкович, Амация (83) — израильский футболист, игрок национальной сборной[398].
- Макфарлейн, Норман (95) — британский предприниматель и политический деятель, член Палаты лордов (1991—2016)[399].
- Малахов, Виталий Ефимович (67) — советский и украинский театральный режиссёр, художественный руководитель Киевского академического драматического театра на Подоле, народный артист Украины (2008)[400].
- Миннер, Рут Энн[англ.] (86) — американская государственная деятельница, губернатор Делавэра (2001—2009)[401].
- Сарычев, Владимир Александрович (75) — советский и российский филолог[402].
- Уоллес, Иэн[англ.] (87) — британский орнитолог[403].
- Уоррен, Клод[англ.] (89) — американский антрополог и археолог[404].
- Фернандес, Пабло Армандо[исп.] (91) — кубинский поэт, лауреат Национальной литературной премии Кубы[исп.] (1996)[405].
- Щипахина, Людмила Васильевна (88) — советская и российская поэтесса и переводчик[406].

## 3 ноября
- Бланк, Франсуа[англ.] (90) — швейцарский хоккеист, игрок национальной сборной[407].
- Бейкер, Боб[англ.] (82) — британский кино- и телесценарист[408].
- Горовой, Григорий Антонович (94) — заслуженный лётчик-испытатель СССР (1972)[409].
- Гудин, Николай Васильевич (69) — советский и российский тренер по конькобежному спорту, заслуженный тренер России, тренер национальной сборной России[410].
- Данн, Жоржи[исп.] (81) — французский певец и композитор[411].
- Кикути, Ясуро[англ.] (92) — японский игрок в го, чемпион мира среди любителей (1992)[412].
- Кричевская-Росандич, Екатерина Васильевна (95) — американская художница[413].
- Мэнли, Дороти[англ.] (94) — британская легкоатлетка (спринтерский бег), серебряный призёр летних Олимпийских игр в Лондоне (1948) (о смерти объявлено в этот день)[414].
- Пиерис, Михалис (68/69) — кипрский поэт, драматург и литературный критик[415].
- Пирсон, Жан[англ.] (80) — французский инженер, управляющий директор Airbus (1985—1998)[416].
- Редкоус, Андрей Викторович (64) — советский футболист, обладатель Кубка СССР (1986) в составе клуба «Торпедо» Москва[417].
- Садецкий, Борис[англ.] (24) — словацкий хоккеист[418].
- Соколкин, Сергей Юрьевич (58) — русский поэт, прозаик, переводчик, заслуженный работник культуры Российской Федерации[419].
- Тан Яомин[англ.] (80) — тайваньский государственный деятель, министр национальной обороны (2002—2004)[420].
- Шкляревский, Сергей Иванович (93) — советский и белорусский медик, Герой Социалистического Труда (1978) (о смерти объявлено в этот день)[421].
- Эль-Альфи, Хассан[англ.] (85) — египетский государственный и политический деятель, министр внутренних дел Египта (1993—1997)[422].

## 2 ноября

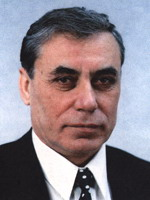
Борис Мальцев

- Аладов, Вальмен Николаевич[бел.] (91) — советский и белорусский архитектор, заслуженный архитектор БССР (1969), иностранный член РААСН[423].
- Амузгар, Сирус[англ.] (86—87) — иранский государственный деятель, министр информации и туризма (1978—1979)[424].
- Алипий (Погребняк) (76) — архиерей Украинской православной церкви (Московского патриархата), схимонах, архиепископ Краснолиманский, викарий Горловской епархии[425].
- Буданцев, Андрей Львович (64) — советский и российский ботаник, доктор биологических наук, главный редактор Ботанического журнала (2016—2021)[426].
- Воробьёв, Алексей Алексеевич (89) — советский и российский физик, член-корреспондент РАН (1991)[427].
- Гранха Рикальде, Федерико[исп.] (79) — мексиканский государственный деятель, губернатор Юкатана (1994—1995), мэр Мериды (1976—1978)[428].
- Зварун, Владимир Иванович (93) — советский и украинский хоровой дирижёр, заслуженный артист Украины (2001)[429].
- Ковалёв, Игорь Александрович[укр.] (80) — советский и украинский учёный в области гидравлики, ректор Сумского университета (1972—2004)[430].
- Кулаков, Александр Николаевич — советский и российский архитектор[431].
- Либби, Пол[англ.] (100) — американский гидродинамик, член Национальной инженерной академии США (1999)[432].
- Ли Цзэхоу[англ.] (91) — китайский философ, историк и правозащитник[433].
- Лозе, Бернар (75) — французский общественный деятель, основатель и глава ассоциации «Франко-российский диалог», сопредседатель Генерального Совета Международного союза неправительственных организаций «Ассамблея народов Евразии»[434].
- Мальцев, Борис Алексеевич (83) — председатель Томской областной думы (1994—2011), заслуженный строитель Российской Федерации[435].
- Мур, Деннис[англ.] (75) — американский политический деятель, член Палаты представителей (1999—2011)[436].
- Мухарский, Дмитрий Александрович[укр.] (86) — режиссёр-постановщик Всеукраинского центра фестивалей и концертных программ, народный артист Украины (1998)[437].
- Огава, Хироси[англ.] (72) — японский государственный деятель, губернатор префектуры Фукуока (2011—2021)[438]
- Путятин, Виктор Павлович (80) — советский рапирист, двукратный серебряный призёр Олимпийских игр (1968, 1972), заслуженный мастер спорта СССР (1967)[439].
- Семёнов, Василий Александрович (89) — советский и российский эколог, директор Воронежского заповедника (1979—2005)[440].
- Смит, Нил Эдвард[англ.] (101) — американский политический деятель, член Палаты представителей (1959—1995)[441].
- Сухане, Мохамед[англ.] (90) — алжирский футболист, игравший в национальной сборной[442].
- Фадхул, Али Варис[англ.] (81) — угандийский высокопоставленный военный, губернатор, министр[443].
- Фахри, Сабах (88) — сирийский певец[444].
- Холмс, Кеннет[англ.] (86) — британский молекулярный биолог, член Лондонского королевского общества (1981), лауреат медали Габора (1997) и Европейской премии Лациса (2000)[445].
- Холод, Борис Иванович (80) — советский и украинский экономист, доктор экономических наук, профессор, основатель (1993) и первый ректор университета имени Альфреда Нобеля, заслуженный деятель науки и техники Украины[446].
- Юлушев, Ирек Галеевич (87) — советский и российский агроном, профессор Вятского государственного агротехнологического университета[447].

## 1 ноября

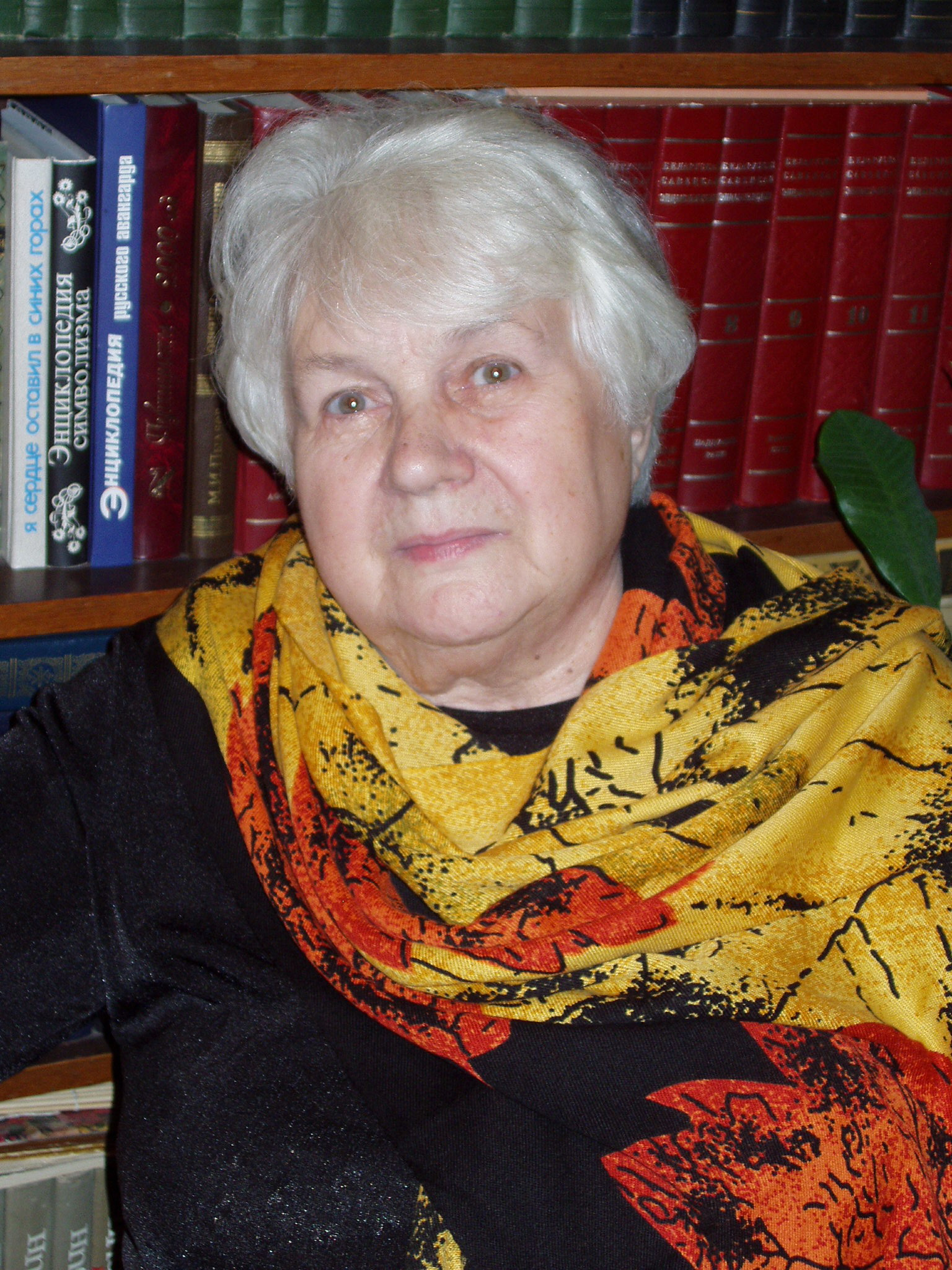
Маина Боборико

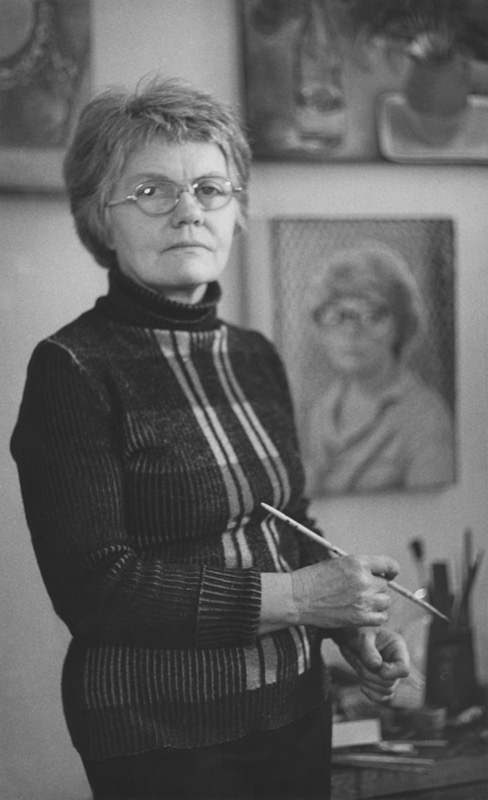
Валентина Руссу-Чобану

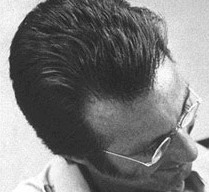
Эмметт Чепмен

- Ахтар, Гульраиз (78) — пакистанский спортсмен (хоккей на траве), чемпион летних Олимпийских игр в Мехико (1968)[448].
- Бек, Аарон (100) — американский психотерапевт, профессор психиатрии Пенсильванского университета, создатель когнитивной психотерапии[449].
- Биттенкур, Уда[исп.] (87) — бразильская балерина, импресарио и хореограф[450].
- Боборико, Маина Максимовна (91) — советская и белорусская русскоязычная писательница[451].
- Геловани, Георгий Михайлович (98) — советский и российский оперный режиссёр, режиссёр Большого театра (1986—2005)[452].
- Гребнев, Анатолий Григорьевич (80) — советский российский поэт, гармонист, врач, заслуженный работник культуры Российской Федерации[453].
- Досмухамбетов, Темирхан Мынайдарович (72) — казахстанский государственный деятель, министр спорта и туризма Казахстана (2006—2011), глава Национального олимпийского комитета Республики Казахстан[454].
- Захаров, Владимир Александрович (75) — советский и российский историк-лермонтовед[455].
- Клепиков, Юрий Николаевич (86) — советский и российский киносценарист и драматург, заслуженный деятель искусств РСФСР, лауреат Государственной премии СССР[456].
- Лятавец-Бальцежан, Богуслава[пол.] (82) — польская писательница[457].
- Мартино, Пэт[англ.] (77) — американский джазовый гитарист и композитор[458].
- Мелограни, Карло[итал.] (97) — итальянский архитектор[459].
- Полеев, Александр Моисеевич (72) — советский и российский врач-психотерапевт[460].
- Руссу-Чобану, Валентина Георгиевна (101) — советская и молдавская художница, заслуженный деятель искусств Молдавской ССР (1980), лауреат Государственной премии Молдавской ССР (1974)[461].
- Синани, Михаил Фёдорович (90) — советский и таджикистанский металлург, директор Таджикского алюминиевого завода (1985—1993)[462].
- Фрейре, Нелсон (77) — бразильский пианист[463].
- Чепмен, Эмметт (85) — американский джазовый гитарист, изобретатель стика Чепмена[464].